# Xubuntu
Xubuntu — дистрибутив Linux, основанный на проекте Ubuntu, базирующийся в свою очередь на Debian. Использует сравнительно лёгкую графическую среду Xfce и приложения на GTK+3. Цель проекта — возможность использования легковесной альтернативы рабочим средам GNOME и KDE. Xubuntu имеет минималистичный интерфейс пользователя, экономно использующий память и другие аппаратные ресурсы компьютера, что позволяет комфортно работать на старых машинах. Но вместе c тем, данный дистрибутив является современной системой, имеющей огромный набор пакетов.
Основное отличие от базового варианта Ubuntu — среда рабочего стола Xfce. Большинство прикладного ПО также взято из этой среды.

## История

Первый логотип Xubuntu

Первоначально Xubuntu планировалось выпустить одновременно с Ubuntu 5.10 Breezy Badger 13 октября 2005 года, но это не было сделано к планируемой дате. Вместо этого имя Xubuntu было использовано для пакета xubuntu-desktop, доступного через диспетчер пакетов Synaptic, который устанавливал рабочий стол Xfce.
Первый официальный релиз Xubuntu во главе с Яни Моношем появился 1 июня 2006 года в рамках линии Ubuntu 6.06 Dapper Drake, в которую также вошли Kubuntu и Edubuntu.
Коди Сомервилл разработал всеобъемлющую стратегию для проекта Xubuntu, которая была названа Xubuntu Strategy Document. В начале 2009 года документ ожидал второго чтения от Совета сообщества Ubuntu.
В феврале 2009 года Марк Шаттлворт дал согласие на разработку официальной версии Ubuntu с LXDE — Lubuntu. Рабочий стол LXDE использует оконный менеджер Openbox и, как и Xubuntu, предназначен для бюджетных и устаревших устройств с низким объёмом оперативной памяти, например, для нетбуков, мобильных устройств и старых ПК. Lubuntu хотела конкурировать с Xubuntu.
В ноябре 2009 года Коди Сомервилл ушёл в отставку и обратился с призывом к кандидатурам, чтобы помочь найти преемника. Лионель Лу Фолгок был выбран сообществом Xubuntu в качестве нового руководителя проекта 10 января 2010 года и команда просила создать совет сообщества Xubuntu. По состоянию на конец марта 2010 года, обсуждения о будущем управлении сообществом Xubuntu, и о роли, которая может управлять сообществом Xubuntu, продолжались.
В марте 2012 года Чарли Кравец, бывший руководитель проекта Xubuntu, официально ушёл из проекта. Несмотря на это, участники проекта указали, что Xubuntu 12.04 будет разрабатываться по плану.
В начале 2016 года команда Xubuntu начала основывать совет сообщества. 1 января 2017 года, в блоге сайта Xubuntu было объявлено официально о создании совета сообщества Xubuntu. Цель совета — не только принимать решения о будущем проекта, но и следить за тем, чтобы руководство проекта соответствовало руководящим принципам, установленным в Стратегическом документе.

### Производительность
Рабочая среда Xfce предназначена для использования меньшего количества ресурсов системы, чем графическая оболочка GNOME, которая используется в Ubuntu по умолчанию. Еще в сентябре 2010 года разработчики Xubuntu заявили, что Xubuntu может быть запущена минимум на 128 МБ, но рекомендовалось использовать 256 МБ ОЗУ.
Тестирование Xubuntu 6.10, проведенное Мартином Хонейвордом из IBM в январе 2007 года, показало, что дистрибутив использует примерно на 25 МБ меньше памяти, по сравнению с памятью приложений, а также значительно меньше потребляет буферы и кэш (это может означать, что активность файлов меньше), чем в Ubuntu.
Позже тестирование показало, что Xubuntu оказался недостаточно легковесным по сравнению с Debian с графической оболочкой Xfce. Тесты проводились DistroWatch на настольной машине Dell Dimension 4500 с процессором Intel 2 ГГц и 384 МБ оперативной памяти в апреле 2009 года, тестировалась Xubuntu 9.04 и Debian 5.0.1 с Xfce. Тесты показали, что Xubuntu использовал в два раза больше оперативной памяти в простых задачах, чем Debian. В Xubuntu также не хватило оперативной памяти для выполнения повседневных задач, указывая, что это неадекватно для 384 МБ ОЗУ. В обзоре был сделан вывод: «Было очевидно, что я уже исчерпал количество оперативной памяти и начал использовать пространство подкачки. Учитывая, что я запустил не очень много задач, это разочаровало». Последующие эксперименты DistroWatch пришли к выводу, что преимущества производительности, наблюдаемые в Debian, связаны с включением в Xubuntu программного обеспечения, требующего больше оперативной памяти, которое отсутствовало в Debian с Xfce.
Тестирование более поздней версии, Xubuntu 9.10 beta, в сентябре 2009 года показало аналогичные результаты. Тесты, проведенные журналом Linux Magazine, показали, что использование оперативной памяти в Xubuntu 9.10 в бета-версии на самом деле больше, чем в бета-версии Ubuntu 9.10 с GNOME.
Последующие обзоры рассказали о недостатках Xubuntu в сфере производительности, для постановки аналогичных целей для Lubuntu. Например, Дамиен Ох в Make Tech Easier отметил в мае 2010 года: «Так что же с Xubuntu? Не предполагается, что это легковесная версия Ubuntu? К сожалению, это ушло в прошлое. Правда в том, что предполагаемая легковесность вообще отсутствует. Хотя Xubuntu использует легковесную среду рабочего стола XFCE, Xubuntu имеет несколько тяжеловесных приложений, а интеграция с настольным компьютером GNOME лишила Xubuntu своего преимущества».

## Приложения

Слайд-шоу во время установки Xubuntu 16.04

При установке системы автоматически устанавливается ряд пользовательских приложений, который для 16.04 включает в себя:
- LibreOffice (Writer, Calc и Impress) — офисный пакет
- Catfish — поиск файлов
- Common Unix Printing System — сервер печати
- Evince — просмотр документов (PDF, DjVu, XPS и др.)
- Firefox — веб-браузер
- Mousepad — простой текстовый редактор
- Orage — календарь
- Parole — медиаплеер
- Pidgin — мгновенный обмен сообщениями
- Mozilla Thunderbird — почтовый клиент
- XChat — IRC-чат
- Simple Scan — утилита сканера
- Xfburn — запись дисков
- Словарь — доступ к интернет-словарям
- Gigolo — доступ к локальным и удалённым файловым системам

Дополнительные приложения можно установить при помощи GNOME Software, а также через Synaptic или Advanced Packaging Tool.

## Системные требования
В обычном варианте система требует 2 гигабайта ОЗУ для работы в режиме Live CD и установки. Для установки на компьютер требуется 8 гигабайт свободного дискового пространства. Для комфортной работы с системой и современными приложениями разработчики рекомендуют иметь не менее 2 гигабайт оперативной памяти и 20 гигабайт свободного дискового пространства.

## Выпуски
Два раза в год выходят новые версии Xubuntu, основанные на выпусках Ubuntu. В Xubuntu используются те же самые числа для обозначения версий, что и в Ubuntu (год.месяц.корректирующий выпуск). Например, первый релиз Xubuntu обозначался 6.06, так как он появился в июне 2006 года.
Выпускам Xubuntu также присваиваются кодовые имена.
Обозначение Xubuntu LTS (Long Term Support) означает, что такие версии имеют длительный срок поддержки, который будет длиться три года.
| Цвет | Обозначение                      |
| ---- | -------------------------------- |
|      | Старая, не поддерживаемая версия |
|      | Поддерживаемая версия            |
|      | Ежедневные тестовые сборки       |
|      | Текущая версия                   |
|      | Будущий выпуск                   |

| Версия    | Кодовое имя       | Дата выпуска | Срок поддержки | Ядро Linux | Версия Xfce | Примечание                                                       |
| --------- | ----------------- | ------------ | -------------- | ---------- | ----------- | ---------------------------------------------------------------- |
| 5.10      | Breezy Badger     | 2005-10-13   | Апрель 2007    | 2.6.12     | 4.2         | Доступны только пакеты xubuntu-desktop.                          |
| 6.06 LTS  | Dapper Drake      | 2006-06-01   | Июнь 2009      | 2.6.15     | 4.4 Beta1   | Первый официальный выпуск Xubuntu с длительным сроком поддержки. |
| 6.10      | Edgy Eft          | 2006-10-26   | Апрель 2008    | 2.6.17     | 4.4 Beta2   |                                                                  |
| 7.04      | Feisty Fawn       | 2007-04-19   | Октябрь 2008   | 2.6.20     | 4.4.0       |                                                                  |
| 7.10      | Gutsy Gibbon      | 2007-10-18   | Апрель 2009    | 2.6.22     | 4.4.1       |                                                                  |
| 8.04 LTS  | Hardy Heron       | 2008-04-24   | Апрель 2011    | 2.6.24     | 4.4.2       | LTS                                                              |
| 8.10      | Intrepid Ibex     | 2008-10-30   | Апрель 2010    | 2.6.27     | 4.6.0       |                                                                  |
| 9.04      | Jaunty Jackalope  | 2009-04-23   | Октябрь 2010   | 2.6.28     | 4.6.0       | Появились образы для PowerPC.                                    |
| 9.10      | Karmic Koala      | 2009-10-29   | Апрель 2011    | 2.6.31     | 4.6.1       |                                                                  |
| 10.04 LTS | Lucid Lynx        | 2010-04-29   | Апрель 2013    | 2.6.32     | 4.6.1       | LTS                                                              |
| 10.10     | Maverick Meerkat  | 2010-10-10   | Апрель 2012    | 2.6.35     | 4.6.2       |                                                                  |
| 11.04     | Natty Narwhal     | 2011-04-28   | Октябрь 2012   | 2.6.38     | 4.8         |                                                                  |
| 11.10     | Oneiric Ocelot    | 2011-10-13   | Апрель 2013    | 3.0.0      | 4.8         |                                                                  |
| 12.04 LTS | Precise Pangolin  | 2012-04-26   | Апрель 2015    | 3.2.0      | 4.8         | LTS                                                              |
| 12.10     | Quantal Quetzal   | 2012-10-18   | Май 2014       | 3.5.0      | 4.10        |                                                                  |
| 13.04     | Raring Ringtail   | 2013-04-25   | Январь 2014    | 3.8.0      | 4.10        |                                                                  |
| 13.10     | Saucy Salamander  | 2013-10-17   | Июнь 2014      | 3.11.0     | 4.10        |                                                                  |
| 14.04 LTS | Trusty Tahr       | 2014-04-17   | Апрель 2017    | 3.13.0     | 4.10        | LTS                                                              |
| 14.10     | Utopic Unicorn    | 2014-10-23   | Июль 2015      | 3.16.0     | 4.10        |                                                                  |
| 15.04     | Vivid Vervet      | 2015-04-23   | Январь 2016    | 3.19.0     | 4.12        |                                                                  |
| 15.10     | Wily Werewolf     | 2015-10-22   | Июль 2016      | 4.2        | 4.12        |                                                                  |
| 16.04 LTS | Xenial Xerus      | 2016-04-21   | Апрель 2019    | 4.4        | 4.12        | LTS                                                              |
| 16.10     | Yakkety Yak       | 2016-10-13   | Июль 2017      | 4.8.0      | 4.12.3      |                                                                  |
| 17.04     | Zesty Zapus       | 2017-04-13   | Январь 2018    | 4.10       | 4.12.3      |                                                                  |
| 17.10     | Artful Aardvark   | 2017-10-19   | Июль 2018      | 4.13       | 4.12.3      |                                                                  |
| 17.10.1   | Artful Aardvark   | 2018-01-12   | Июль 2018      | 4.13       | 4.12.3      |                                                                  |
| 18.04 LTS | Bionic Beaver     | 2018-04-26   | Апрель 2021    | 4.15       | 4.12.2      | LTS                                                              |
| 18.10     | Cosmic Cuttlefish | 2018-10-18   | Июль 2019      | 4.18       | 4.13        |                                                                  |
| 19.04     | Disco Dingo       | 2019-04-18   | Январь 2020    | 5.0        | 4.13        |                                                                  |
| 19.10     | Eoan Ermine       | 2019-10-17   | Июль 2020      | 5.3        | 4.14        |                                                                  |
| 20.04 LTS | Focal Fossa       | 2020-04-23   | Апрель 2023    | 5.4        | 4.14        | LTS                                                              |
| 20.10     | Groovy Gorilla    | 2020-10-22   | Июль 2021      | 5.8        | 4.14        |                                                                  |
| 21.04     | Hirsute Hippo     | 2021-04-22   | Январь 2022    | 5.11       | 4.16        |                                                                  |
| 21.10     | Impish Indri      | 2021-10-14   | Июль 2022      | 5.13       | 4.16        |                                                                  |
| 22.04 LTS | Jammy Jellyfish   | 2022-04-21   | Апрель 2025    | 5.15       | 4.16        | LTS                                                              |
| 22.10     | Kinetic Kudu      | 2022-10-20   | Июль 2023      | 5.19       | 4.17        |                                                                  |
| 23.04     | Lunar Lobster     | 2023-04-20   | Январь 2024    | 6.2        | 4.18        |                                                                  |
| 23.10     | Mantic Minotaur   | 2023-10-12   | Июль 2024      | 6.5        | 4.18        |                                                                  |
| 24.04 LTS | Noble Numbat      | 2024-04-25   | Апрель 2027    | 6.8        | 4.18        | LTS                                                              |
| 24.10     | Oracular Oriole   | 2024-10-10   | Июль 2025      | 6.11       | 4.19        |                                                                  |
| 25.04     | Plucky Puffin     | 2025-04-17   | Январь 2026    | 6.14       | 4.20        | Последняя версия Xubuntu.                                        |
| Версия    | Кодовое имя       | Дата выпуска | Срок поддержки | Ядро Linux | Версия XFCE | Примечание                                                       |

### Xubuntu 6.06 LTS
Первым официальным отдельным выпуском Xubuntu была версия 6.06 с длительной поддержкой (LTS), которая была выпущена 1 июня 2006 года.
Разработчики Xubuntu заявляли:
Xubuntu — это новейший официальный дистрибутив Ubuntu, использующий среду рабочего стола Xfce и набор приложений с GTK2. Его легковесность хорошо подходит для недорогих, старых, и слабых компьютеров. Xubuntu основывается на операционной системе Ubuntu с поддержкой аппаратного обеспечения мирового класса и доступом к обширному хранилищу дополнительного программного обеспечения.
Версия использовала ядро Linux 2.6.15.7 и Xfce 4.4 beta 1. Версия 6.06 включала файловый менеджер Thunar, менеджер рабочего стола GDM, офисный текстовый редактор Abiword, и управляющую таблицами программу Gnumeric, средство просмотра документов PDF Evince, менеджер архивов Xarchiver, программа для записи на диск Xfburn, веб-браузер Mozilla Firefox 1.5.0.3, почтовый клиент Mozilla Thunderbird 1.5.0.2 и менеджер пакетов GDebi.

Кейтлин Мартин рассмотрела Xubuntu 6.06 в июне 2006 года. Она выделила свой подход от «голых костей» к включённым приложениям, указав, что она скорее установит приложения, которые она хочет, или которые она не хотела. На её старом ноутбуке, Xubuntu 6.06 оказался быстрее, чем Fedora Core 5. Она заявила, что: 
В Fedora, когда я открыла несколько довольно ресурсёмких приложений, например OpenOffice.org и Seamonkey, система начинает зависать. Хотя эти приложения по-прежнему потребляют много оперативной памяти, чтобы начать работу в Xubuntu, они похожие, ничего не замедлялось. Я никогда не ожидала такого рода производительности, и это только сделало Xubuntu моей лучшей операционной системой.

Она хвалила файловый менеджер Thunar, как лёгкий и быстрый, и затем сделала вывод: 
В целом, я впечатлена, и Xubuntu, на данный момент является моим любимым дистрибутивом Linux, несмотря на несколько ошибок, вероятно, в основном из-за использования рабочего стола, который находится в бета-тестировании.

### Xubuntu 6.10
Xubuntu 6.10 была выпущена 26 октября 2006 года. Эта версия использовала графическую оболочку Xfce 4.4 beta 2 и включала Upstart, веб-браузер Mozilla Firefox 2.0, клиент мгновенного обмена сообщениями Gaim 2.0.0 beta 3.1, а также новые версии AbiWord и Gnumeric. Медиа-плеером в этой версии был gxine, который заменил Xfmedia. Предыдущий файловый менеджер xffm4 был заменен на Thunar. В этой версии был представлен новый экран запуска системы, а также новый интерфейс входа в систему и фон рабочего стола.
Разработчики заявили, что эта версия Xubuntu может работать на 64 МБ оперативной памяти, но рекомендуется 128 МБ оперативной памяти.
Кейтлин Мартин тестировала Xubuntu 6.10 на четырёхлетнем ноутбуке Toshiba Satellite 1805-S204 с процессором Celeron 1 ГГц и 512 МБ оперативной памяти в декабре 2006 года. Она отметила, что Xubuntu работает быстрее, чем GNOME или KDE, которые она описывала как «медленные» и оценила эту версию как один из двух самых быстрых дистрибутивов на её медленном тестовом оборудовании, разместив пост из операционной системы Vector Linux. Она обнаружила, что графический установщик будет менее допустимым, чем текстовый установщик. Она сделала вывод:
Как только у меня было всё, что мне нравилось, установленное и настроенное, я поняла, что использование Xubuntu приносит удовольствие. Xubuntu удобна для новичков и может быть настроена для опытного пользователя. Набор основных приложений, установленных на одном компакт-диске, как и ожидалось, ограничен, но я бы предпочла бы создать дистрибутив с теми вещами, которые мне нужны, и удалить то, что мне не нужно, чем попытаться удалить cruft. Производительность — лучшее, что я видела в любом дистрибутиве. Большинство моих жалоб — ничто, и в целом Xubuntu Edgy Eft так же хорош, как любой дистрибутив Linux, который я использовала до сих пор. Настоятельно рекомендую.

### Xubuntu 7.04
Xubuntu 7.04 была выпущена 19 апреля 2007 года. Эта версия имела графическую оболочку Xfce 4.4.
Майкл Ларабель из Phoronix провёл подробное тестирование бета-версий Ubuntu 7.04, Kubuntu 7.04 и Xubuntu 7.04 в феврале 2007 года на двух разных компьютерах. Первый компьютер имеет два процессора Intel Clovertown, а другой имеет процессор AMD Sempron. После нескольких сжатий файлов через gzip, компиляции LAME и кодирования задач LAME, Майкл пришёл к выводу: 
В этом тесте на компьютере с двумя процессорам Clovertown я обнаружил, что результаты являются неразличимыми. Однако на компьютере с AMD Sempron Ubuntu 7.04 Feisty Fawn обогнал Kubuntu и легковесную Xubuntu. При использовании на медленном компьютере, Xubuntu должна иметь большое преимущество в производительности.

Также был обзор от Review Linux, который был ошибочен из-за то, что автор не обратил внимание на предустановленный офисный пакет OpenOffice.org. Автор отметил: 
Если вы решите оставить программное обеспечение, которое было встроено в Xubuntu, оно будет охватывать ваши основные потребности. Xubuntu имеет легковесную графическую оболочку Xfce 4.4, а также легковесные программы. Если вы думаете, что OpenOffice будет предустановлен на вашем компьютере, вы будете очень удивлены, так как AbiWord и Gnumeric — это ваш офисный пакет по умолчанию.
В обзоре было отмечено, что установка приложений из репозиториев была простой.

### Xubuntu 7.10
Xubuntu 7.10 была выпущена 18 октября 2007 года. Версия имела графическую оболочку Xfce 4.4.1, и в этой версии были обновлены переводы, появилась новая тема оформления MurrinaStormCloud с использованием Murrine Engine.
Обновлёнными приложениями были Pidgin 2.2.0 (ранее Gaim) и GIMP 2.4. Эта версия Xubuntu позволяла устанавливать расширения и плагины Mozilla Firefox через интерфейс «Установка и удаление программ».
В обзоре Xubuntu 7.10 Release Candidate от Review Linux, где Xubuntu была установлена на компьютере с Pentium 2 с 300 МГц, с 256 МБ ОЗУ и с видеокартой NVIDIA GeForce 4 с 64 МБ видеопамяти, было отмечено, что «система была очень быстрой».
Review Linux высказывает различия Xubuntu от Ubuntu:
Основное различие между Xubuntu и Ubuntu заключается в том, что Xubuntu немного легковеснее, и использует Xfce как графическую оболочку по умолчанию. Xubuntu идеально подходит для старых компьютеров, но выбор является вашим.

### Xubuntu 8.04 LTS
Xubuntu 8.04 с кодовым именем «Hardy Heron» вышла 24 апреля 2008 года и является версией с долгосрочным сроком поддержки (LTS). Эта версия Xubuntu включает в себя графическую оболочку Xfce версии 4.4.2, Xorg 7.3 и ядро Linux 2.6.24. В Xubuntu 8.04 появились такие программы, как PolicyKit для управления разрешениями, PulseAudio, и новый менеджер печати. В данной версии также появилась утилита Wubi, позволявшая пользователям Windows установить Xubuntu.
В Xubuntu 8.04 также встраивались такие программы, как Firefox 3 Beta 5, приложение для записи CD/DVD Brasero, клиент BitTorrent Transmission, текстовый редактор Mousepad, текстовый процессор AbiWord и просмотрщик изображений Ristretto.
Кристофер Доусон из ZDNet установил Xubuntu 8.04 на Dell Latitude C400 с 512 МБ ОЗУ, жёстким диском 30 ГБ и процессором с 1 ГГц Pentium III-M. Он отметил, что Xubuntu обеспечивает лучшую производительность, чем Windows XP Professional. Он пришел к выводу:
Вот где Xubuntu действительно превосходна… То, что нужно сделать — это взять старый компьютер и установить надёжную и производительную операционную систему для продуктивных пользователей.

### Xubuntu 8.10
Xubuntu 8.10 была выпущена 30 октября 2008 года. Эта версия Xubuntu имеет новую версию Abiword 2.6.4, а также было представлено приложение Catfish для поиска. Xubuntu 8.10 использовала ядро Linux 2.6.27 и сервер отображения Xorg 7.4. Был вариант установки зашифрованного частного каталога с использованием ecryptfs-utils. Был включен медиа-проигрыватель GNOME Videos.

Даррен Йейтс, австралийский ИТ-журналист, был очень позитивен в отношении Xubuntu 8.10, особенно для нетбуков, которые были на пике популярности тогда, говоря: 
Ubuntu сама не проявляется.

Он сказал: 
Одной из разочаровывающих причин появления нетбуков в Австралии стало падение популярности Linux в лице порабощения Microsoft, выпустившей Windows XP Home Edition на рынок. Печально, потому что Xubuntu — это идеальный дистрибутив Linux для этих устройств. Хотя в последней версии Xubuntu 8.10 отсутствуют драйверы для беспроводных сетей Wi-Fi, а во многих случаях и для встроенных веб-камер, эти драйверы существуют и их включение в Xubuntu не будет ни сложным, ни занимающим много места.

### Xubuntu 9.04
Xubuntu 9.04 была выпущена 23 апреля 2009 года. Команда разработчиков продвигала эту версию быстротой запуска:
Благодаря улучшениям команды разработчиков Ubuntu в коде времени загрузки, Xubuntu 9.04 загружается быстрее, чем когда-либо. Вы можете тратить меньше времени на ожидание и больше времени на работу с Xubuntu.
Xubuntu 9.04 использовала графическую оболочку Xfce 4.6, в которую вошёл новый диспетчер настроек Xfce, новая система конфигурации Xconf, улучшенное меню и часы рабочего стола, новые уведомления и удаленное приложение для файловой системы Gigolo.
Эта версия также включала в себя новые творческие работы, тему оформления Murrina Storm Cloud с использованием GTK+ и новую тему оконного менеджера Xfwm4. В Xubuntu 9.04 также были обновлены приложения, в том числе текстовый процессор AbiWord, программа для записи CD/DVD Brasero и почтовый клиент Mozilla Thunderbird. Версия также использовала сервер Xorg 1.6. Файловая система по умолчанию была ext3, но ext4 могла быть выбрана по желанию при установке.
В тестировании Xubuntu 9.04 в DistroWatch Weekly писали, что Xubuntu использовала в два раза больше оперативной памяти, как и Debian 5.0.1 Xfce, и что при загрузке рабочего стола использование оперативной памяти было в десять раз выше. DistoWatch объясняет это тем, что Xubuntu использует службы Ubuntu, включая графический менеджер пакетов и обновления, сетевой менеджер, диспетчер питания и собственный менеджер драйверов. Xubuntu предоставили план, чтобы уменьшить количество потребления оперативной памяти.

В DistroWatch Weekly пришли к данному выводу: 
Xubuntu — отличный дистрибутив, но его выбор по умолчанию для пакетов не обязательно подходит для систем с малым объёмом памяти.

В обзоре Xubuntu в мае 2009 года редактор Linux.com Роб Рейли сказал: 
В последнем дистрибутиве Xubuntu есть правильное сочетание скорости и производительности», придя к выводу: «для новичка в Linux, Xubuntu — это простая в использовании версия Ubuntu, которая быстра, проста и надёжна. Опытные пользователи оценят подход к минимализму.

### Xubuntu 9.10
29 октября 2009 года, была выпущена Xubuntu 9.10, в котором используется Xfce 4.6.1, ядро Linux 2.6.31, стала использоваться файловая система ext4 по умолчанию и обновлённый загрузчик GRUB 2. Этот выпуск включал музыкальный плеер Exaile 0.3.0, диспетчер питания Xfce4 заменил GNOME Power Manager и в выпуске были улучшены уведомления notify-osd. Ускоренная скорость загрузки была улучшена.
В релизе обещалось более быстрое время загрузки приложений и сокращение потребления объёма оперативной памяти для нескольких приложений Xfce благодаря улучшенным связям с библиотекой, предоставленными им как необходимый флаг.

Dedoimedo написал о Xubuntu отрицательный обзор, сказав: 
Когда дело доходит до удобства использования, Xubuntu оставляет желать лучшего. Хотя Xubuntu основан на Ubuntu, который определенно является одним из наиболее дружелюбных и простых дистрибутивов с основными элементами, которые привели к популярности Ubuntu, интеграция рабочего стола Xfce приводит к радикальному изменению по сравнению со стандартной версией. Юзабилити серьезно ухудшается в нескольких критических категориях. И более того. Потеря функциональности — это одно. Попытка восстановить (функционал?) и в итоге получить непригодный для использования рабочий стол — это другое.
 Обзор завершился: 
К сожалению, Xubuntu — плох. Это не то, что должно быть. Что еще, это несправедливо по отношению к семейству Ubuntu, которая обычно предоставляет полезные решения, в основном для новых пользователей Linux. Были ужасающие, вопиющие проблемы с Xubuntu, который дали мне задуматься о том, что Linux был не так полезен 2005 году. Я был застигнут врасплох, совершенно не ожидал, что ультрасовременный дистрибутив потянет за собой такие грязные, устаревшие уловки.

### Xubuntu 10.04 LTS
Xubuntu 10.04 с долгосрочной поддержкой (LTS) была выпущена 29 апреля 2010 года. Релиз перешёл на PulseAudio и заменила утилиты сканера на XSane. Релиз также включил Ubuntu Software Center, который был добавлен ещё в Xubuntu 9.10. Включённое приложение электронных таблиц, Gnumeric, было обновлено до версии 1.10.1, и были добавлены новые игры. Из-за несовместимости в приложении для скринсейвера gnome-screensaver, оно было заменено xscreensaver. Тема по умолчанию — это обновленная версия Albatross, разработанная командой Shimmer.
Эта версия Xubuntu официально требовала x86-процессор с 700 МГц, 128 МБ ОЗУ (256 МБ оперативной памяти рекомендуется) и 3 ГБ дискового пространства.
В обзоре Xubuntu 10.04 beta 1, в апреле 2010 года Джо Снейдон из «OMG! Ubuntu!» заявил, что Xubuntu «гранично нерелевантная». Он отметил, что он предоставил меньший объём памяти для работы с Ubuntu. При тестировании также были Ubuntu и Lubuntu с 1 ГБ оперативной памяти, одноядерным-2 ГГц процессором и с видеокартой 128 МБ. Использование ОЗУ с 3 вкладками, открытыми в Mozilla Firefox, и с одним проигрывающимся видео на YouTube с HTML5 было следующее:
- Ubuntu Beta 1: 222 МБ
- Xubuntu Beta 1: 215,8 MiB
- Lubuntu Beta 1: 137 МБ

Снейдон пришел к выводу из этого теста: 
Как вы видите, Xubuntu, как мы упоминали ранее, демонстрирует очень меньшую «тонкость» по сравнению с Ubuntu, что вызывает вопрос «зачем вы используете Xubuntu с компонентами Ubuntu?». Xubuntu, в то время, как некоторые предпочитают среду XFCE, остаётся ничем не отличающимся от Ubuntu, который для большинства пользователей в значительной степени не имеет значения.
Джим Линч из Desktop Linux Review тоже оценил быструю загрузку системы и встраивание Ubuntu Software Center, но ему не понравилось отсутствие Ubuntu One.

### Xubuntu 10.10
Xubuntu 10.10 была выпущена 10 октября 2010 года. Данная версия включала в себя медиа-плеер Parole, программа для записи на диски CD/DVD Xfburn заменила Brasero, диспетчер задач Xfce4-taskmanager, который заменил системный монитор GNOME, AbiWord был обновлён до версии 2.8.6 и Gnumeric был обновлён до версии 1.10.8. В этом выпуске также была представлена тема Bluebird.
Эта версия Xubuntu требовала 192 МБ ОЗУ для запуска стандартного Live CD или для  установки. Для установки Xubuntu с альтернативного образа требовалось 64 МБ ОЗУ. Для установки Xubuntu с любого компакт-диска требовалось 2 ГБ свободного места на жёстком диске. После установки, Xubuntu 10.10 может работать только с 128 МБ оперативной памяти, но разработчики настоятельно рекомендовали минимум 256 МБ оперативной памяти.

В обзоре Xubuntu 10.10 от октября 2010 года, сразу после её выхода, Джим Линч из Eye On Linux сказал: 
У меня не было проблем с использованием Xubuntu 10.10. Эта операционная система была очень стабильной, я не заметил никаких сбоев в работе приложений. Xubuntu 10.10 также является очень быстрой, приложения открывались и закрывались очень быстро. Не было заметной системной задержки или медлительности. Новая тема Bluebird привлекательна, не будучи яркой, она хорошо соответствует минималистической миссии Xubuntu.

Кристофер Тоцци, который писал про Xubuntu 10.10 beta в августе 2010 года, отметил, что дистрибутив лишён зависимостей GNOME и включает в себя более легковесные альтернативы. Он отметил: 
Отрадно видеть больше уникальности в дистрибутиве, особенно учитывая неопределённое будущее отношений Gnome-Ubuntu после выпуска Gnome 3.0.

### Xubuntu 11.04
Xubuntu 11.04 была выпущена 28 апреля 2011 года. Эта версия имела графическую оболочку Xfce 4.8 и появилось редактирование меню, которое можно делать с любой программы данного типа, но которая должна соответствовать стандартам freedesktop.org. В данной версии также появилась новая тема иконок Elementary Xubuntu, шрифт Droid по умолчанию и обновления в слайд-шоу, которое показывается во время установки
В то время, как в Ubuntu 11.04 стала использоваться графическая оболочка Unity по умолчанию, в Xubuntu был оставлен интерфейс Xfce. Хотя разработчики решили сохранить минималистический интерфейс, в Xubuntu 11.04 появился док для быстрого запуска приложений, чтобы сделать более современный внешний вид.
Для установки Xubuntu 11.04 с CD требуется 4,4 ГБ свободного места на жёстком диске и 256 МБ оперативной памяти для установки, в то время, как для установки Xubuntu с образа Alternative CD, в котором используется текстовый установщик, требуется 64 МБ оперативной памяти и 2 ГБ свободного места на жёстком диске и предоставляет дополнительные опции. После установки Xubuntu 11.04 может работать с 256 МБ ОЗУ, но рекомендуется использовать 512 МБ оперативной памяти.

В обзоре Xubuntu 11.04 Джим Линч из Desktop Linux Review раскритиковал данную версию из-за отсутствия LibreOffice, её скучных обоев и автоматического скрытия дока по умолчанию. Но в остальном ему понравилась данная версия: 
Xubuntu 11.04 — хороший выбор для минималистов, которые предпочитают графический интерфейс, не увязнувший с бессмысленными конфетами глаза. Она хорошо работает на старом или медленном компьютере. Это также хороший вариант для тех, кто не любит Unity и если вы хотите другую графическую оболочку. Xfce является простой, быстрой и не мешает вам при попытке быстрого запуска приложения либо при поиске чего-либо. И те, кто решил использовать Xubuntu, всё ещё остаются в семействе Ubuntu, но не работая с Unity. Поэтому, если вы являетесь отказываетесь от Unity, вам обязательно нужно посмотреть Xubuntu 11.04.

Джо Брокмайер из Linux.com в обзоре Xubuntu 11.04 хорошо оценил встраивание AbiWord и Gnumeric, а также утилиту поиска файлов Catfish. Он сказал: 
Хотя я обычно использовал основной выпуск Ubuntu, я хочу сказать, что мне очень нравится последняя версия Xubuntu. Она отлично справляется с демонстрацией Xfce, предоставляя уникальное рабочее окружение со всеми плюсами Ubuntu, но все ещё немного напоминающее традиционный рабочий стол Linux.

### Xubuntu 11.10
Xubuntu 11.10 была выпущена 13 октября 2011 года, в тот же день, когда была выпущена Ubuntu 11.10.
В этом выпуске стала использоваться программа gThumb для просмотра изображений, текстовый редактор Leafpad заменил Mousepad и стал использоваться менеджер входа в систему LightDM. В релиз была включена программа pastebinit для вырезания и вставки.

В обзоре Xubuntu 11.10 на нетбуке Acer eM350 Майкл Рид из Linux Journal отметил большую поддержку оборудования «из коробки», привлекательную тему оформления и хорошую производительность на 1 ГБ ОЗУ. Он также отмечал хорошую производительность Adobe Flash по сравнению Adobe Flash для Windows, особенно в полноэкранном режиме, но общее для всех установок Linux Flash, отсутствие поддержки сетей Samba в Xubuntu, он смог быстро её сделать и Рид пришёл к выводу: 
Моя общая оценка заключалась в том, что Xubuntu 11.10 была лучше, чем Windows XP на этом нетбуке. Будучи справедливым, нужно помнить, что Windows XP сейчас десять лет. Xfce будет улучшаться и улучшаться, и это уже очень обширно. Существует растущий контингент пользователей, для которых использование KDE4 и Gnome 3 не соответствует действительности, и всё чаще Xfce станет для них первым выбором.

Брайан Масиник из IT Toolbox высоко оценил его малое использование оперативной памяти и сказал: 
Xubuntu 11.10 — это новый облегчённый вариант для тех, кто просто хочет отличную функциональную систему. Xubuntu 11.10 поставляет и превосходит по функциональности, без излишеств или сюрпризов, отзывчивую и удобную операционную систему.

### Xubuntu 12.04 LTS
Xubuntu 12.04 была выпущена 26 апреля 2012 года, которая являлась версией LTS (с долгосрочной поддержкой) и поддерживалась 3 года, что отличается от Ubuntu, Kubuntu и Edubuntu, которые также создают LTS-версии, но поддерживают их по 5 лет.
В Xubuntu 12.04 появилось множество нововведений, в том числе добавление новых ярлыков и изменение существующих, а также множество изменений оформления, включая новый логотип и обои. Исправления были сделаны в теме оформления Greybird, установщике Ubiquity, в показе заставки запуска Plymouth, LightDM и темы терминала.
Релиз поставляется с ядром Linux 3.2.14. Pavucontrol в данной версии заменил xfce4-mixer, поскольку он не поддерживал PulseAudio. Используется редактор меню Alacarte по умолчанию.
Минимальные системные требования для Xubuntu 12.04 — 512 МБ ОЗУ, 5 ГБ свободного места на жёстком диске, а также графика и монитор с разрешением не менее 800 на 600 пикселей.

### Xubuntu 12.10
Xubuntu 12.10 была выпущена 18 октября 2012 года. В Xubuntu 12.10, графическая оболочка Xfce была обновлена до версии 4.10, а также новая версия поиска файлов Catfish, медиаплеера Parole, менеджера входа в систему LightDM, темы Greybird и установщика системы Ubiquity. Меню приложения было слегка реорганизовано, а ярлыки в меню, связанные с настройкой системы, были перемещены в диспетчер настроек. Также появились новые обои для рабочего стола, новый внешний вид документации и полностью переписанная оффлайн-документация. В 32-битных системах требуется процессор, поддерживающий расширение физической памяти.
В данной версии было сделано и серьёзное исправление: «Больше никаких отпечатков окна или „черных на черном“ в установщике».
Этот выпуск Xubuntu не поддерживает Secure boot, в отличие от Ubuntu 12.10, которая позволяет Ubuntu работать на оборудовании, предназначенном для Windows 8. Ожидалось, что эта функция будет включена в следующий выпуск Xubuntu.
Xubuntu 12.10 включает в себя Linux 3.5.5, Python 3.2 и OpenJDK 7 в качестве реализации Java по умолчанию.
Минимальные системные требования для этой версии Xubuntu — 512 МБ оперативной памяти, 5 ГБ дискового пространства и графика с разрешением не менее 800 на 600 пикселей.

### Xubuntu 13.04
Xubuntu 13.04 с кодовым именем «Raring Ringtail» вышла 25 апреля 2013 года. В Xubuntu 13.04 была обновлена документация и справка, программа для поиска файлов Catfish до версии 0.6.1, а также обновлена тема оформления Greybird и был обновлён видео-проигрыватель Parole до версии 0.5.0, GIMP и Gnumeric снова стали встраиваться, а разделы дисков, явялющиеся дубликатами, больше не отображаются на рабочем столе или в файловый менеджере Thunar.
Это была первая промежуточная версия Xubuntu с периодом поддержки в 9 месяцев вместо 18 месяцев.
Начиная с этой версии, ISO-образы Xubuntu больше не могут быть записаны на CD-диски, так как размер образа составляет около 800 МБ. Xubuntu теперь можно будет записать на USB-флешку, как минимум, в 1 ГБ или на DVD-диск. Решение об изменении размера ISO-образа основывается на количестве времени, затрачиваемого разработчиками, а также на попытке сжатия файлов для умещения образа на CD-диске. Изменение размера ISO-образа также позволило включить две программы, которые ранее были удалены из-за ограничений в размере образа — Gnumeric и GIMP.

### Xubuntu 13.10
Xubuntu 13.10 был выпущен 17 октября 2013 года. Этот выпуск включал некоторые улучшения по сравнению с предыдущим выпуском, включая новую версию настроек Xfce и новое диалоговое окно для параметров отображения. Также был добавлен новый инструмент цветовой темы, а по умолчанию добавлена gtk-theme-config. Этот выпуск также включал новые обои, новые темы GTK+, поддержку GTK 3.10 и приветствие LightDM. Также была обновлена официальная документация Xubuntu..

В обзоре Xubuntu 13.10, Джим Линч заявил: 
Xubuntu 13.10, как и его кузен Lubuntu 13.10, является отличным выбором, если вы минималистский. Он быстрый, стабильный и обладает многими преимуществами Ubuntu 13.10 без опыта Unity (или пытки , в зависимости от вашей перспективы).

### Xubuntu 14.04 LTS
Xubuntu 14.04 LTS была выпущена 17 апреля 2014 года и поддерживалась в течение трёх лет. В этой версии, была включена графическая оболочка Xfce 4.10, появился редактор профиля пользователя Mugshot, редактор меню Alacarte был заменён на MenuLibre и экран блокировки Light-locker заменил Xscreensaver. Стало использоваться меню Whisker по умолчанию. В Xfce появилась поддержка использования разных обоев рабочего стола на каждом рабочем месте.

Джим Линч рассмотрел Xubuntu 14.04 LTS и пришёл к выводу: 
Я всегда был поклонником Xubuntu, поскольку мне нравится, по тенденции, легковесность, по сравнению с оболочками со множеством возможностей. Поэтому я был очень доволен Xubuntu 14.04. Это правда, что вы не найдёте здесь много новых функций, и это хорошо, поскольку это версия с долгосрочной поддержкой. Я не ожидаю множество новых функций в выпусках LTS, поскольку особое внимание уделяется на стабильности и элегантности. Но Xubuntu 14.04 LTS значительно улучшилась. В общем и целом, опыт значительно улучшился, и появились некоторые небольшие, но полезные функции, как Mugshot, Light Locker, MenuLibre и меню Whisker.

### Xubuntu 14.10
Xubuntu 14.10 была выпущена 23 октября 2014 года. В этой версии было добавлено очень мало новых функций. Был изменён плагин Xfce Power Manager, добавленный в панель, и элементы теперь можно нажать мышью по элементам в новом диалоговом окне ALT-TAB. Чтобы показать настройки операционной системы, в Xubuntu 14.10 были представлены розовые цвета подсветки, которые могут быть легко изменены пользователем.

Силвиу Стахи из Softpedia заявил: 
Релизы Xubuntu обычно очень неизменяемые, и мы редко видим, что они имеют базу Ubuntu, но это именно то, что произошло на этот раз. Разработчики внесли ряд изменений и улучшений, но они также изменили внешний вид рабочего стола, по крайней мере, во время поддержки дистрибутива... Разработчики подумали, что было бы неплохо показать, насколько легко изменить ситуацию в дистрибутиве... Ради справедливости, это то изменение, которое вы либо любите, либо ненавидите, но, к счастью для пользователей, очень легко вернуть значения по умолчанию.

### Xubuntu 15.04
Xubuntu 15.04 была выпущена 23 апреля 2015 года. В этой версии, графическая оболочка Xfce была обновлена до версии 4.12, ядро Linux было обновлено до версии 3.19 и были включены новые цветовые схемы с удалёнными лишними пунктами меню файлового менеджера. Этот выпуск в основном имел обновления и незначительные исправления ошибок.

Мариус Нестор из Softpedia отметил: 
Самая большая особенность недавно вышедшей Xubuntu 15.04 - включение графической оболочки Xfce 4.12. Среди других основных моментов, следует отметить новые и обновлённые темы оформления Xubuntu Light и Dark Color в Mousepad и в терминале, но Mousepad использует тему Xubuntu Light по умолчанию. Кроме этого, теперь Xubuntu предлагает хороший внешний вид для приложений Qt, который "из коробки" будет работать с использованием темы GTK+ в Xubuntu с удалёнными лишними пунктами меню в файловом менеджере.

### Xubuntu 15.10
Xubuntu 15.10 была выпущена 22 октября 2015 года.
У этого релиза были только минимальные изменения, по сравнению с версией 15.04. В этой версии была включена настройка Xfce Panel Switch для резервного копирования и восстановления настроек панелей и включил пять предустановленных настроек. Значки Greybird стали использоваться для оконного менеджера. Gnumeric и Abiword были заменены LibreOffice Calc и LibreOffice Writer и была предоставлена новая тема LibreOffice, libreoffice-style-elementary.
Джо Снейдон из «OMG! Ubuntu!» описал Xubuntu 15.10 как включающий только «скромный набор изменений».

### Xubuntu 16.04 LTS
21 апреля 2016 года вышла Xubuntu 16.04, которая является версией LTS (с долгосрочной поддержкой), поддерживаемой в течение трёх лет до апреля 2019 года.
В этой версии появилось несколько новых функций. Версия включала новые обои и замену Ubuntu Software Center центром приложений GNOME, как и в Ubuntu 16.04 LTS.

Джек Валлен из Linux.com сказал: 
Истина в том, что Ubuntu Software Center очень долгое время был ужасным инструментом. Переход на GNOME Software значительно улучшит работу Ubuntu для каждого пользователя.
Выбор обоев, который доступен в Xubuntu 16.04 LTS, был определены «OMG! Ubuntu!» как «все потрясающе красивыми».

### Xubuntu 16.10
Xubuntu 16.10 была выпущена 13 октября 2016 года.

В этой версии Xubuntu было очень мало новых функций. В представлении версии говорится: 
Этот выпуск практически не изменился с версии 16.04 от апреля 2016 года, однако многое было сделано для поставки Xubuntu с пакетами Xfce, которые имеют GTK3, включая переход многих плагинов и терминал Xfce на GTK3.

Джо Снейдон из «OMG! Ubuntu!» отметил: 
Xubuntu 16.10 имеет только скромный список изменений, по сравнению с версией 16.04.

В обзоре Xubuntu 16.10 Гэри Ньюэлл из Everyday Linux сказал: 
Xubuntu всегда был одним из моих любимых дистрибутивов. Он не выглядит таким же гламурным, как некоторые другие предложенные дистрибутивы Linux и Xubuntu не поставляется со всем программным обеспечением, которые вам необходимо. То, что дает вам Xubuntu, — отличная основа для начала... Правда в том, что в новых версиях Xubuntu ничего особенного не изменяется, дистрибутив надёжен, постоянный и его не нужно менять...
Он заявляет, что вина в установке некоторых программных пакетов, которые не отображаются в графических инструментах, но которые могут быть установлены из терминала.

### Xubuntu 17.04
Xubuntu 17.04 была выпущена 13 апреля 2017 года.

Команда разработчиков описала этот выпуск так: 
Этот выпуск практически не изменился с момента выпуска версии 16.04, однако многое было сделано для того, чтобы компоненты Xfce, которые имеют GTK3, были бы включены в Xubuntu, и которые также включают переход многих плагинов и терминала Xfce на GTK3.
Джо Снейдон из «OMG! Ubuntu!» отметил, что в этой версии всего лишь исправляются пару ошибок, которые немного мешают новым функциям.

### Xubuntu 17.10
Xubuntu 17.10 была выпущена 19 октября 2017 года.
Эта версия включала только незначительные изменения, включая встраивание GNOME Font Viewer и уменьшение декораций в теме оформления Greybird GTK+, что уменьшило использование памяти.
В DistroWatch Weekly было отмечено, что Xubuntu 17.10 включает значительные улучшения в ускоренном воспроизведении видео на видеокартах Intel.
Джо Снейдон из «OMG! Ubuntu!» сказал об этом выпуске так: «Xubuntu 17.10 — это незначительная версия с небольшими изменениями (если они не сломались, то не следует исправлять их)».
20 декабря 2017 года компания Canonical отозвала и скрыла от скачивания вышедший в октябре дистрибутив Xubuntu 17.10. Причиной стала критическая ошибка, связанная с повреждением BIOS в некоторых моделях ноутбуков Lenovo, ноутбуках Toshiba, и одной модели Acer.
12 января 2018 года вышла версия 17.10.1, которая содержала исправление серьёзной проблемы в версии 17.10.

### Xubuntu 18.04 LTS
Xubuntu 18.04 вышла 26 апреля 2018 года и является версией с долгосрочным сроком поддержки (LTS).
В этой версии удалён GTK Theme Configuration, тема GTK+ Greybird была обновлена до версии 3.22.8, улучшена поддержка HiDPI, стиль GTK+3 для Google Chrome и добавлена новая тёмная тема. Sound Indicator был заменён Xfce PulseAudio Plugin. В Xubuntu 18.04 появился новый апплет для панели — xfce4-notifyd. Также Evince был заменён Atril, архиватор GNOME — на Engrampa и калькулятор GNOME на калькулятор MATE.
Для использования системы стал рекомендоваться 1 ГБ оперативной памяти и 20 ГБ свободного пространства на жёстком диске.
Игорь Любунчич из Dedoimedo написал обзор на Xubuntu 18.04:
Я думаю, что втайне проекты боятся улучшаться. Это нарушит бесконечный цикл развития. Ведь единственное, что имеет значение для разработчиков — это кодирование. Восприятие продукта пользователями вне их осознания. Xubuntu  18.04 находится точно посередине между первыми и вторыми. В смысле, она далека и от тех и от других.

### Xubuntu 18.10
Xubuntu 18.10 вышла 18 октября 2018 года. Эта версия включает в себя графическую оболочку Xfce 4.13, которая стала использовать только GTK+3, обновлённый набор иконок Xfce Icon Theme 0.13 и обновлённую тему оформления Greybird 3.22.9, которая содержит улучшения в оформлении оконного менеджера, а также новый розовый рабочий стол.
Рекомендуемые системные требования для Xubuntu 18.10 — не менее 1 ГБ оперативной памяти и 20 ГБ свободного пространства на жёстком диске.

### Xubuntu 19.04
Xubuntu 19.04 с кодовым именем «Disco Dingo» вышла 18 апреля 2019 года. После выпуска этой версии, команда Xubuntu перестала выпускать 32-битные редакции дистрибутива.
В Xubuntu 19.04 появились новые программы, такие как GIMP, LibreOffice Impress и AptURL, была удалена программа Orage.
Версия в основном имеет исправления ошибок и небольшие изменения, но также включает в себя новые программы для создания скриншотов и обновления компонентов Xfce до версии 4.13.

### Xubuntu 19.10
Xubuntu 19.10 с кодовым именем «Eoan Ermine» вышла 17 октября 2019 года.
Из нововведений — обновление среды Xfce до финальной версии 4.14, полностью переписанной на GTK+3 и включающей в себя много новых функций, среди которых поддержка цветовых профилей, улучшения в менеджере окон Xfwm4 — поддержка VSync (GLX/Present) и HiDPI; многочисленные исправления и улучшения других компонентов. Представлен новый экран блокировки — Xfce Screensaver, заменивший Light Locker. Новые глобальные сочетания клавиш —  Super + D (Показать/скрыть рабочий стол) и Super + L (Заблокировать экран). Экспериментальная возможность использования ZFS на корневом разделе.

### Xubuntu 20.04 LTS
Xubuntu 20.04 c кодовым именем «Focal Fossa» вышла 23 апреля 2020 года и является версией с долгосрочным сроком поддержки (LTS).
В этой версии Xubuntu очень мало нововведений. Была представлена тёмная тема Greybird-dark, появилось шесть новых авторских обоев рабочего стола и были удалены плагины apt-offline и pidgin-libnotify, а также был удалён Python 2.

### Xubuntu 20.10
Xubuntu 20.10 с кодовым именем «Groovy Gorilla» вышла 22 октября 2020 года.
Кодовая база Xubuntu была перенесена на GitHub, а в самой версии отсутствуют какие-либо нововведения.

### Xubuntu 21.04
Xubuntu 21.04 с кодовым именем «Hirsute Hippo» вышла 22 апреля 2021 года.
В Xubuntu 21.04 графическая оболочка Xfce была обновлена до версии 4.16, полностью перешедшей на использование GTK+3, стал доступен вариант минимальной установки, а также появились новые программы, такие как IRC-клиент HexChat и пакетный менеджер Synaptic.

### Xubuntu 21.10
Xubuntu 21.10 с кодовым именем «Impish Indri» вышла 14 октября 2021 года.
В этой версии появились новые программы и утилиты, такие как анализатор использования дисков и дисковая утилита от GNOME и медиа-проигрыватель Rhythmbox.

### Xubuntu 22.04 LTS
Xubuntu 22.04 с кодовым именем «Jammy Jellyfish» вышла 21 апреля 2022 года и является версией с долгосрочным сроком поддержки (LTS).
В этой версии Xubuntu мало нововведений. Появилось шесть новых авторских обоев рабочего стола, используемый по умолчанию браузер Mozilla Firefox стал устанавливаться и обновляться с помощью Snap, а также были обновлены программы и утилиты, основные нововведения из них — в Mousepad появилась проверка орфографии и сохранение сеанса использования, в Ristretto улучшена поддержка миниатюр изображений, а меню Whisker стало можно настраивать и кастомизировать с помощью стилей CSS.

### Xubuntu 22.10
Xubuntu 22.10 с кодовым именем «Kinetic Kudu» вышла 20 октября 2022 года.
Данная версия Xubuntu использует графическую оболочку Xfce версии 4.16 с некоторыми компонентами, обновлёнными до экспериментальной версии 4.17. Несмотря на то, что Ubuntu перешла на использование PipeWire, Xubuntu продолжила использовать PulseAudio в качестве звукового сервера.
В этой версии были обновлены такие приложения, как текстовый редактор Mousepad до версии 0.5.10, нововведениями в которой является история поиска и автоматическое обновление файла, если он был изменён извне, файловый менеджер Thunar до версии 4.17.9, включающий в себя нативный поиск файлов и папок, в том числе рекурсивных и приложение для поиска файлов Catfish было обновлено до версии 4.16.4, которая была существенно переработана и теперь позволяет выбрать приложение для открытия найденного файла.

### Xubuntu 23.04
Xubuntu 23.04 с кодовым именем «Lunar Lobster» вышла 20 апреля 2023 года.
В данной версии Xubuntu графическая оболочка Xfce была обновлена до версии 4.18, а файловый менеджер Thunar, являясь частью оболочки, включил в себя новые возможности, такие как подсветка файлов, рекурсивный поиск, предпросмотр изображений и пункт для отмены действий в контекстном меню. Эта версия Xubuntu также перешла на использование звукового сервера PipeWire вместо PulseAudio.
У Xubuntu появилась редакция Xubuntu Minimal, ранее известная как Xubuntu Core, которая в течение 8 лет неофициально создавалась и поддерживалась сообществом. Xubuntu Minimal является урезанной версией Xubuntu, в которой остались лишь базовые компоненты, такие как сама графическая оболочка с обоями и темами оформления дистрибутива, файловый менеджер Thunar, эмулятор терминала, приложение для скриншотов и пакетный менеджер Snap без установленных через него программ.

### Xubuntu 23.10
Xubuntu 23.10 с кодовым именем «Mantic Minotaur» вышла 12 октября 2023 года.
Данная версия Xubuntu использует графическую оболочку Xfce версии 4.18. Некоторые приложения получили обновление и исправление ошибок.

### Xubuntu 24.04 LTS
Xubuntu 24.04 с кодовым именем «Noble Numbat» вышла 25 апреля 2024 года и будет поддерживаться в течение 3 лет, до апреля 2027 года.
В данной версии Xubuntu менеджер пакетов Snap Store заменил GNOME Software, почтовый клиент Thunderbird теперь устанавливается и обновляется с помощью Snap.

### Xubuntu 24.10
Xubuntu 24.10 с кодовым названием «Oracular Oriole» вышла 10 октября 2024 года и будет поддерживаться в течение 9 месяцев, до июля 2025 года.

### Xubuntu 25.04
Xubuntu 25.04 с кодовым названием «Plucky Puffin» вышла 17 апреля 2025 года и будет поддерживаться в течение 9 месяцев, до января 2025 года.

## Дистрибутивы Linux, основанные на Xubuntu

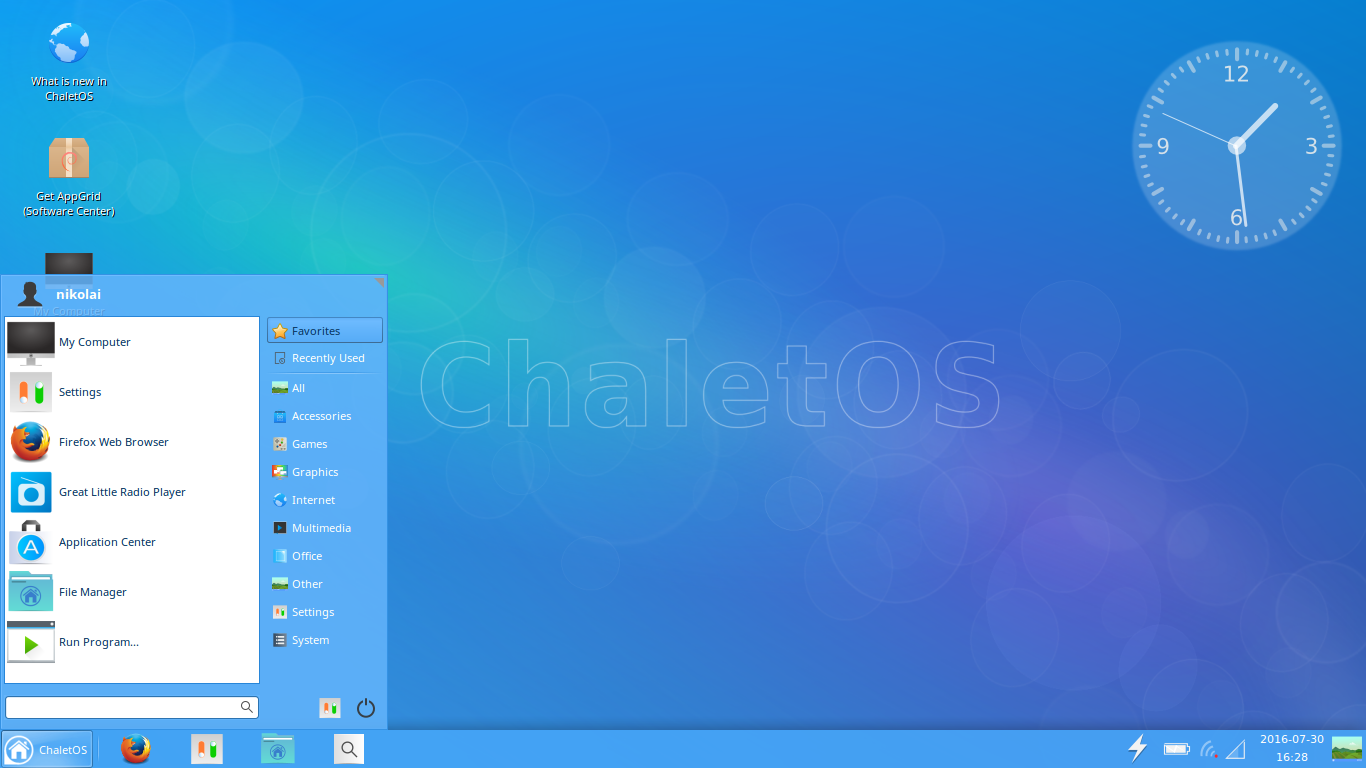
ChaletOS 16.04.1

Black Lab Linux (ранее OS4 и PC/OS)
Дистрибутив, внешний вид которого похож на BeOS. 64-битная версия была представлена в мае 2009 года. 19 ноября 2013 года было произведено переименование дистрибутива. С тех пор он носит имя: Black Lab Linux.
ChaletOS
Дистрибутив создан сербским разработчиком Деяном Петровичем (Dejan Petrovic). Основная цель: «скорейшее привыкание любого нового пользователя к Linux».
Element OS
Дистрибутив для домашних кинотеатров. Разработка прекращена в 2011 году.
Emmabuntüs
Дистрибутив, созданный для упрощения переделки ЭВМ, пожертвованных благотворительной организации Emmaüs.
OzOS
Дистрибутив с оконным менеджером Enlightenment.
UberStudent Linux
Дистрибутив с образовательным уклоном, основанный на версиях Xubuntu с длительной поддержкой (LTS).
UserOS Ultra
Минимальный вариант Xubuntu, представленный австралийским компьютерным журналом TechLife.
Voyager
Французский дистрибутив, который поставляется с Avant Window Navigator.
Kodachi
Дистрибутив Linux, основанный на Xubuntu и ориентированный на компьютерную безопасность.

## Выход релизов
Новые версии дистрибутива выходят каждые 6 месяцев и поддерживаются обновлениями безопасности (в течение 9 месяцев для обычной версии или 3 лет для LTS-версии (LTS — от англ. Long Term Support, то есть долгосрочная поддержка). Номер версии отображает дату выпуска: год.месяц(.выпуск); например, версия 8.04.1 — вышла в апреле 2008 года, первый исправленный выпуск.

## Спонсоры
Генеральный спонсор Xubuntu — компания Canonical Ltd. В настоящее время проект активно развивается и поддерживается свободным сообществом.

## Варианты
Xubuntu выпускается в двух вариантах:
- Live CD — вариант для работы прямо с диска (присутствует возможность установки на жёсткий диск);
- Minimal CD[157]

До версии 12.10 (включительно) разработчики прикладывали определённые усилия, чтобы поддерживать объём дистрибутива в пределах одного CD.
Начиная с версии 13.04 дистрибутив увеличился в объёме (примерно в полтора раза) и не помещается на CD, для записи образа требуется DVD, либо другой носитель (флеш-драйв, HDD).

## Скриншоты

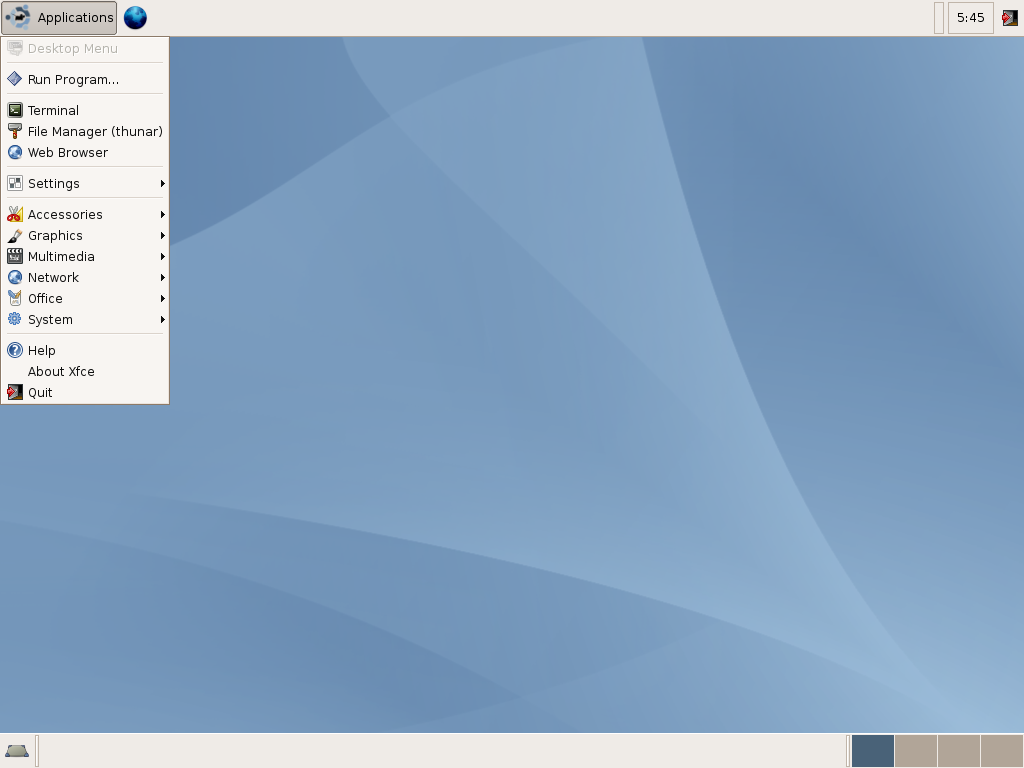
Xubuntu 6.06 LTS
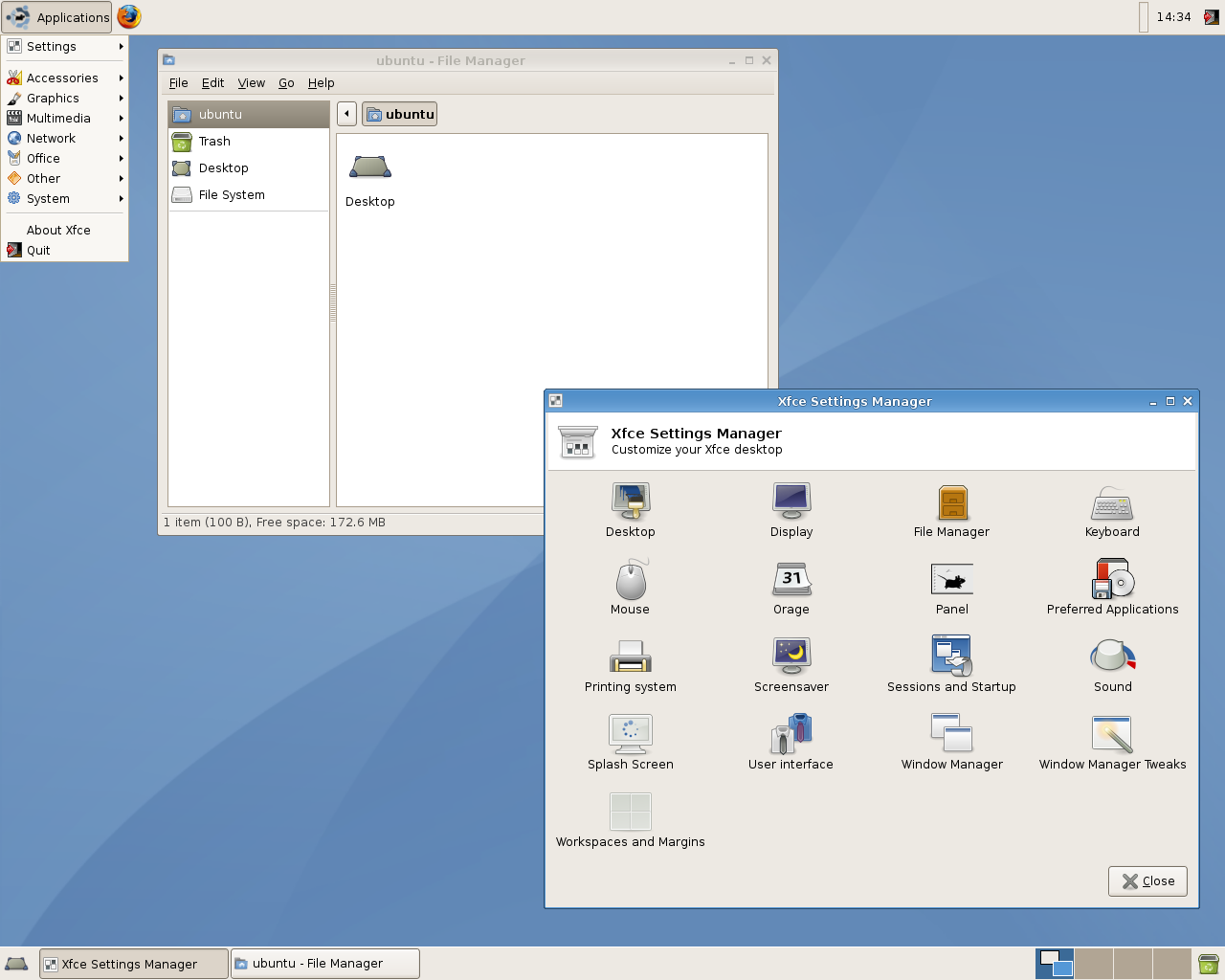
Xubuntu 6.10
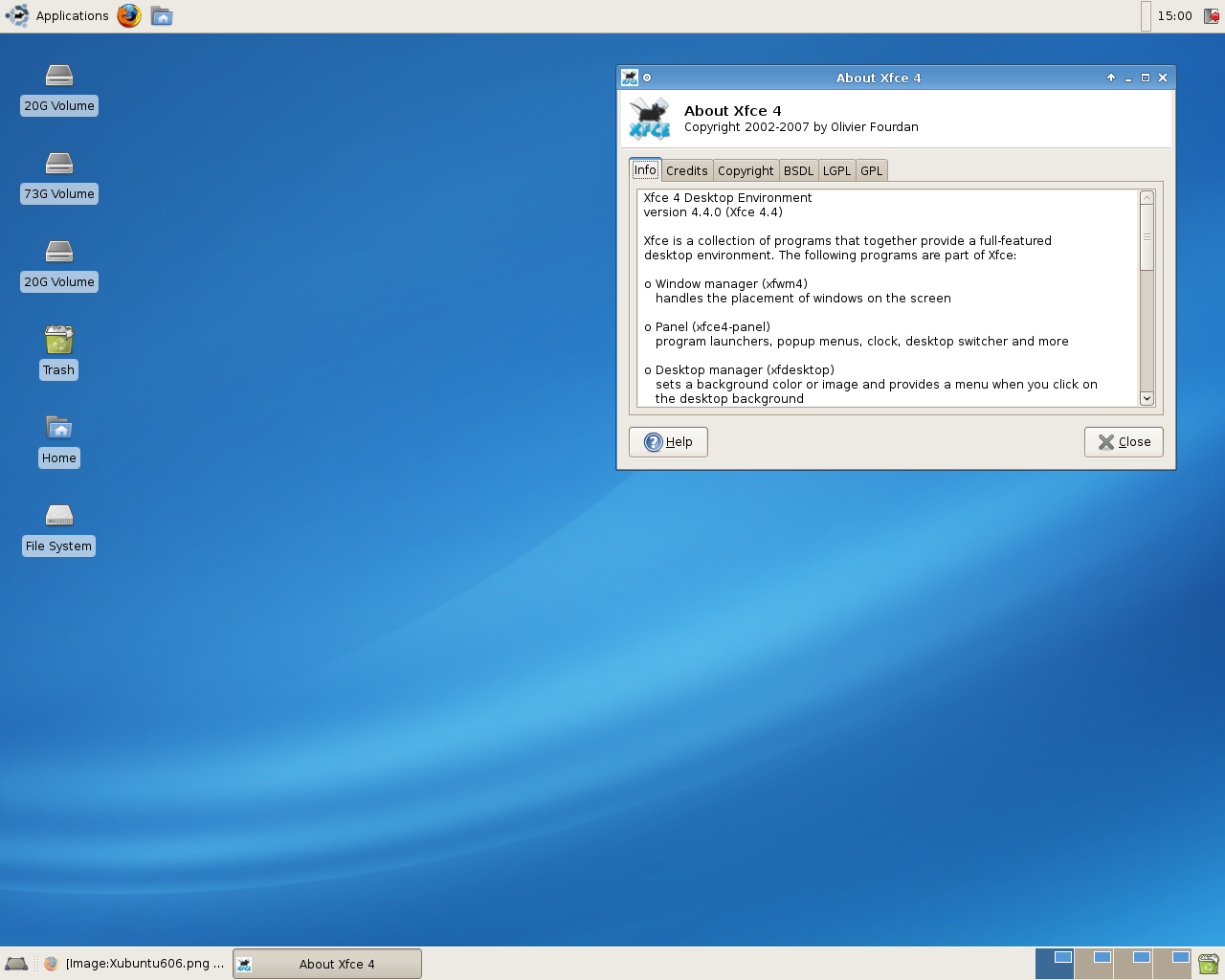
Xubuntu 7.04
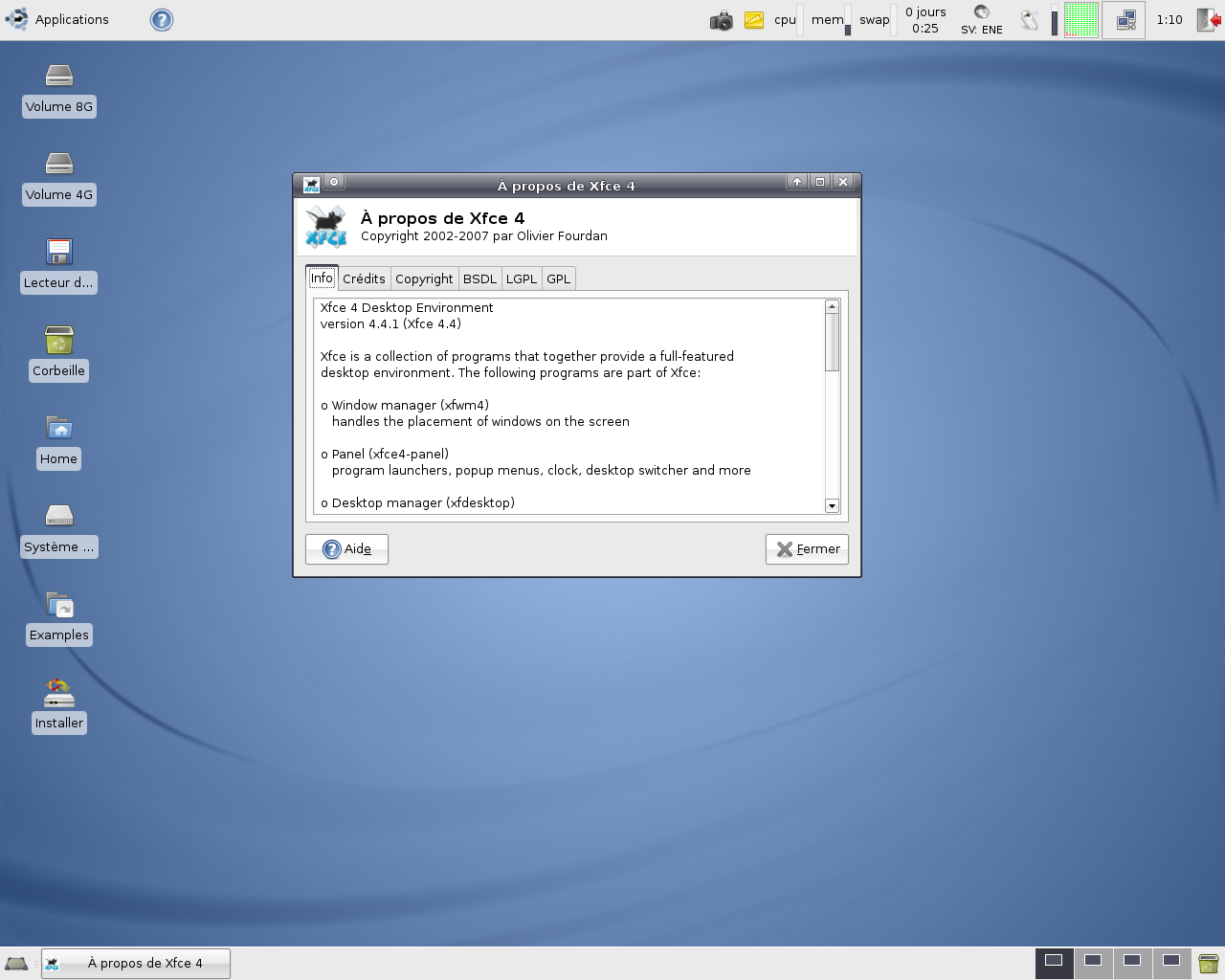
Xubuntu 7.10
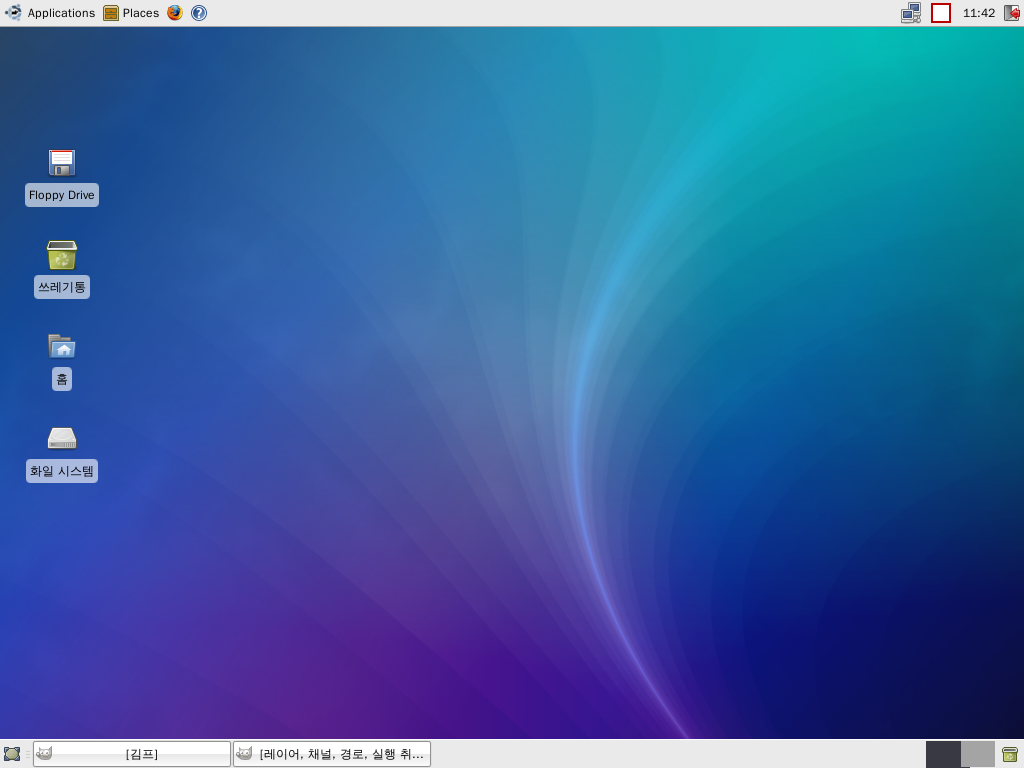
Xubuntu 8.04 LTS
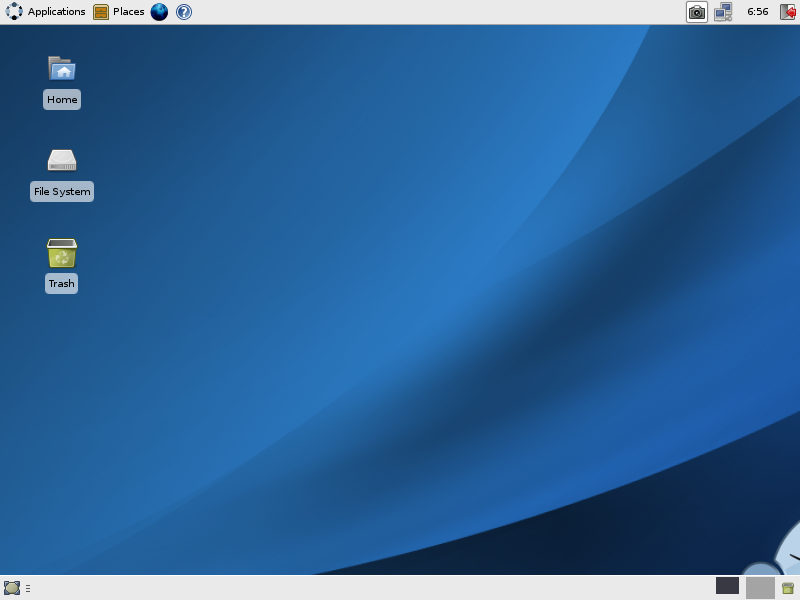
Xubuntu 8.10
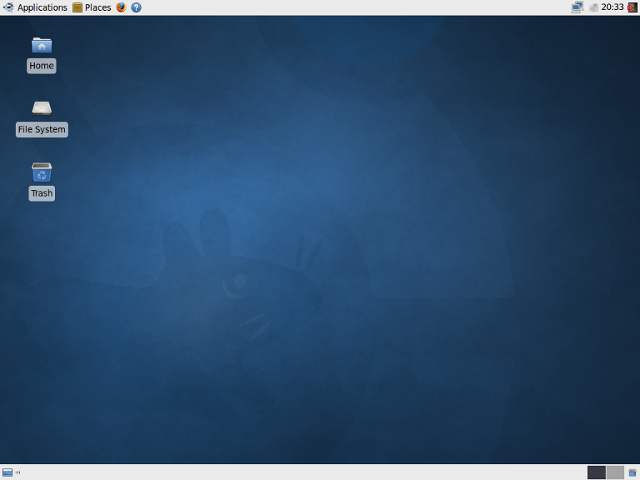
Xubuntu 9.04
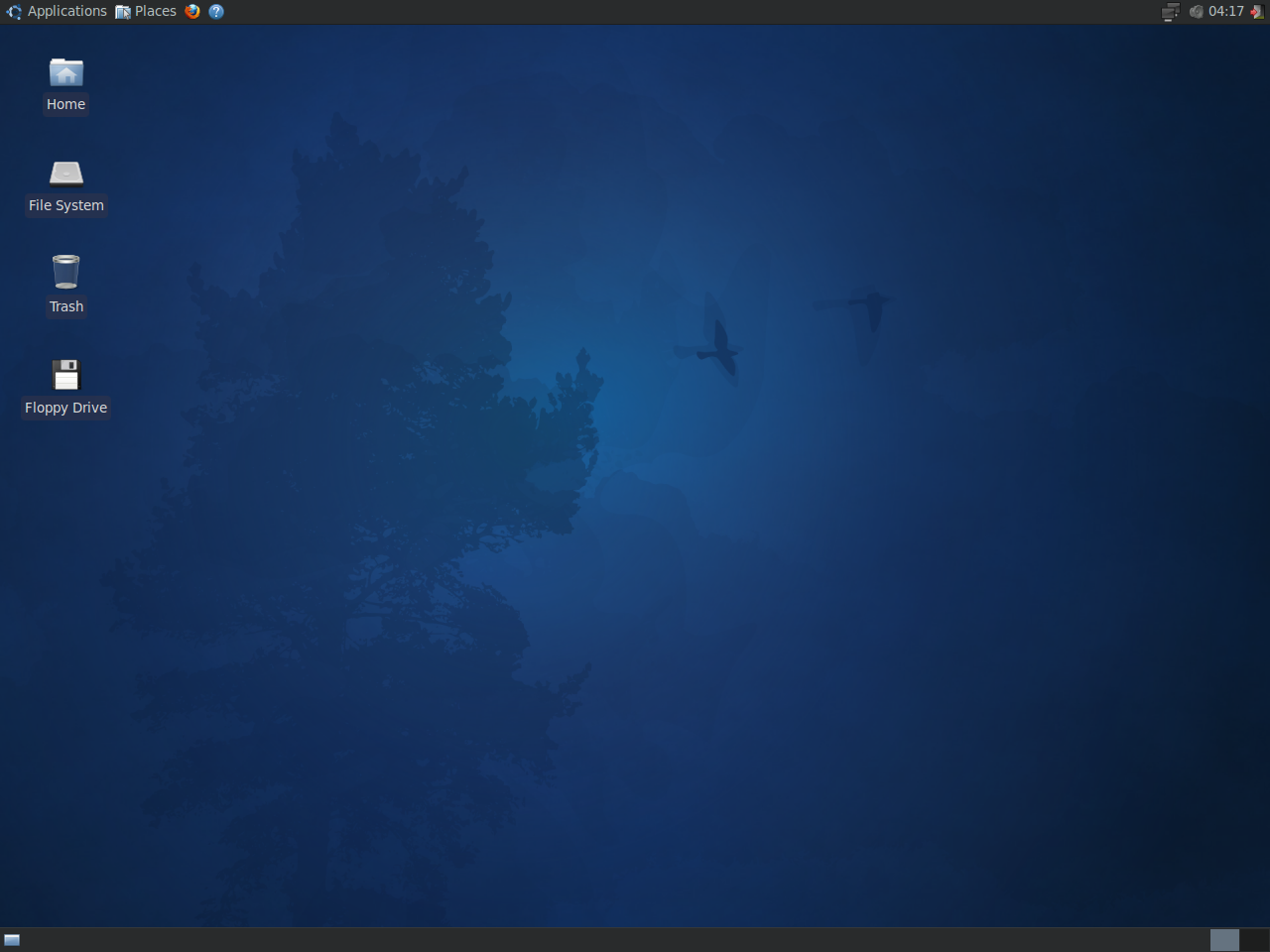
Xubuntu 9.10
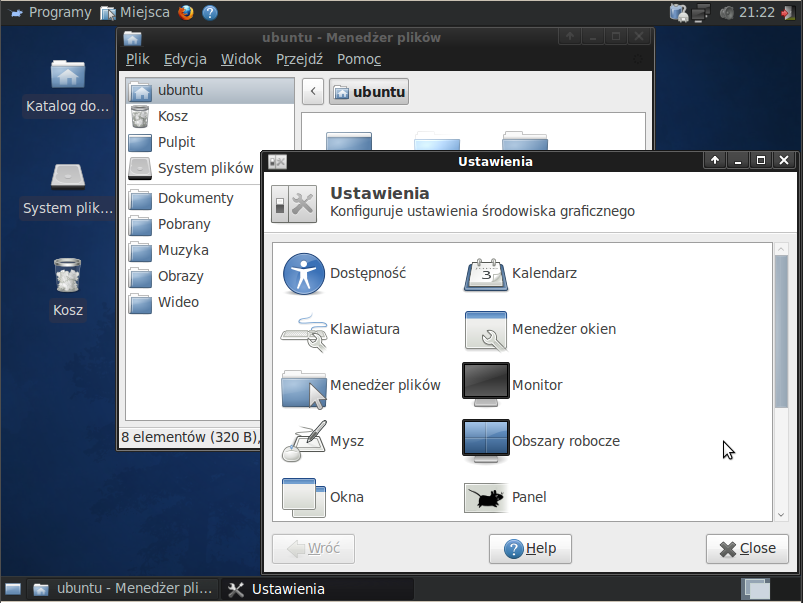
Xubuntu 10.04 LTS
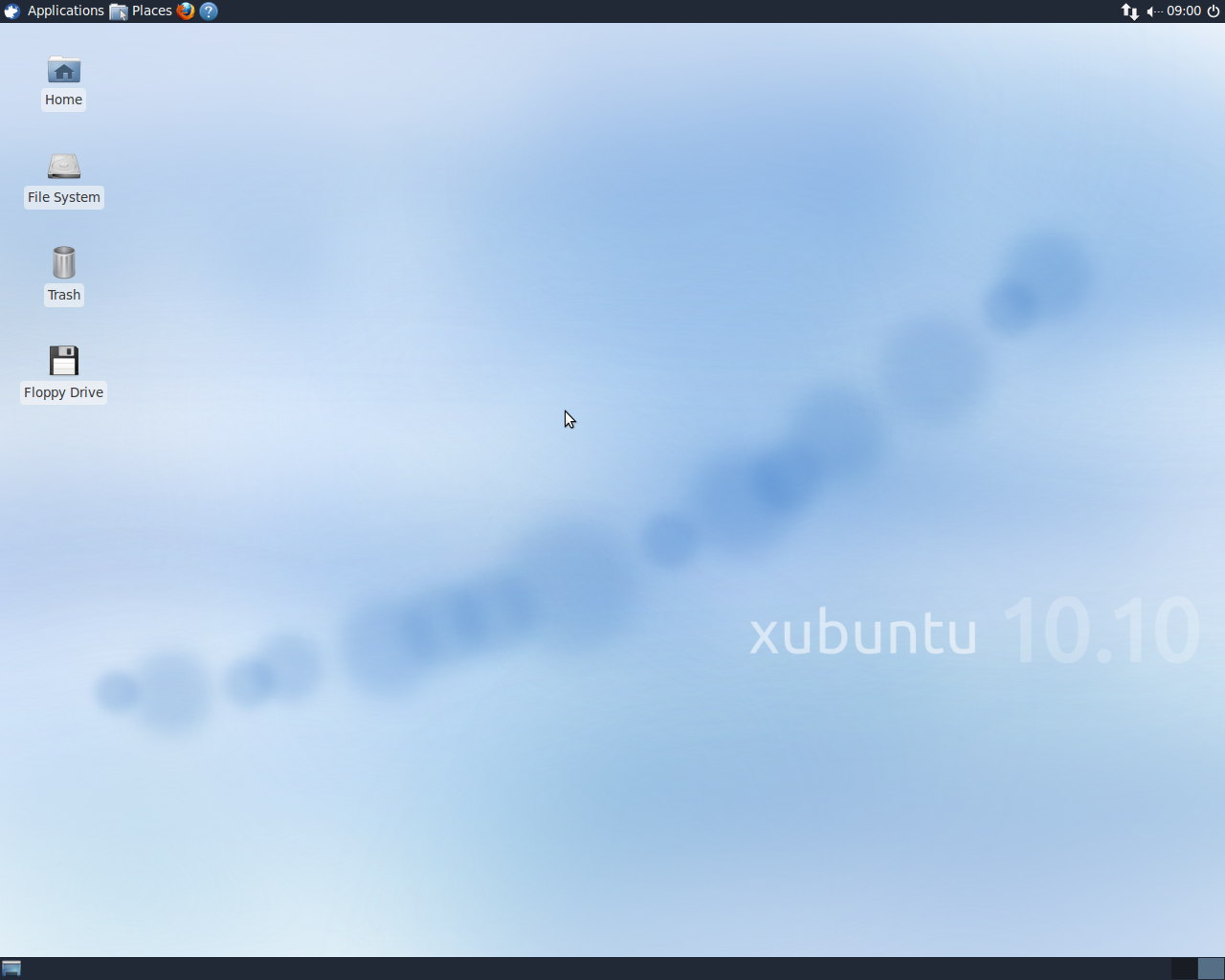
Xubuntu 10.10
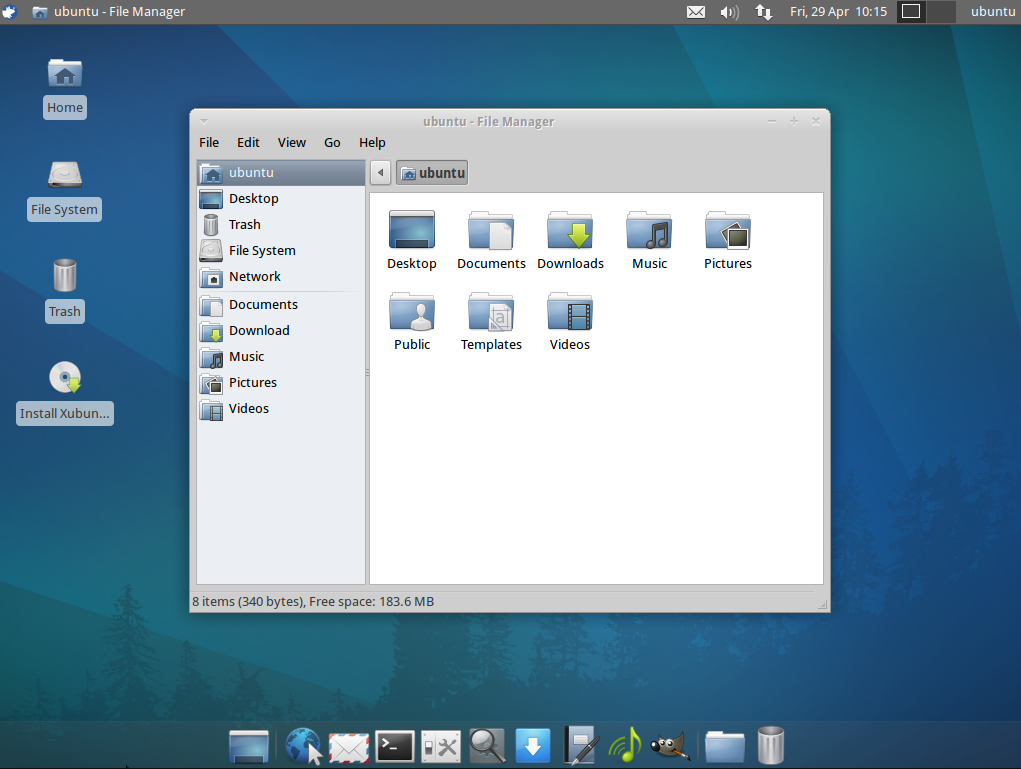
Xubuntu 11.04
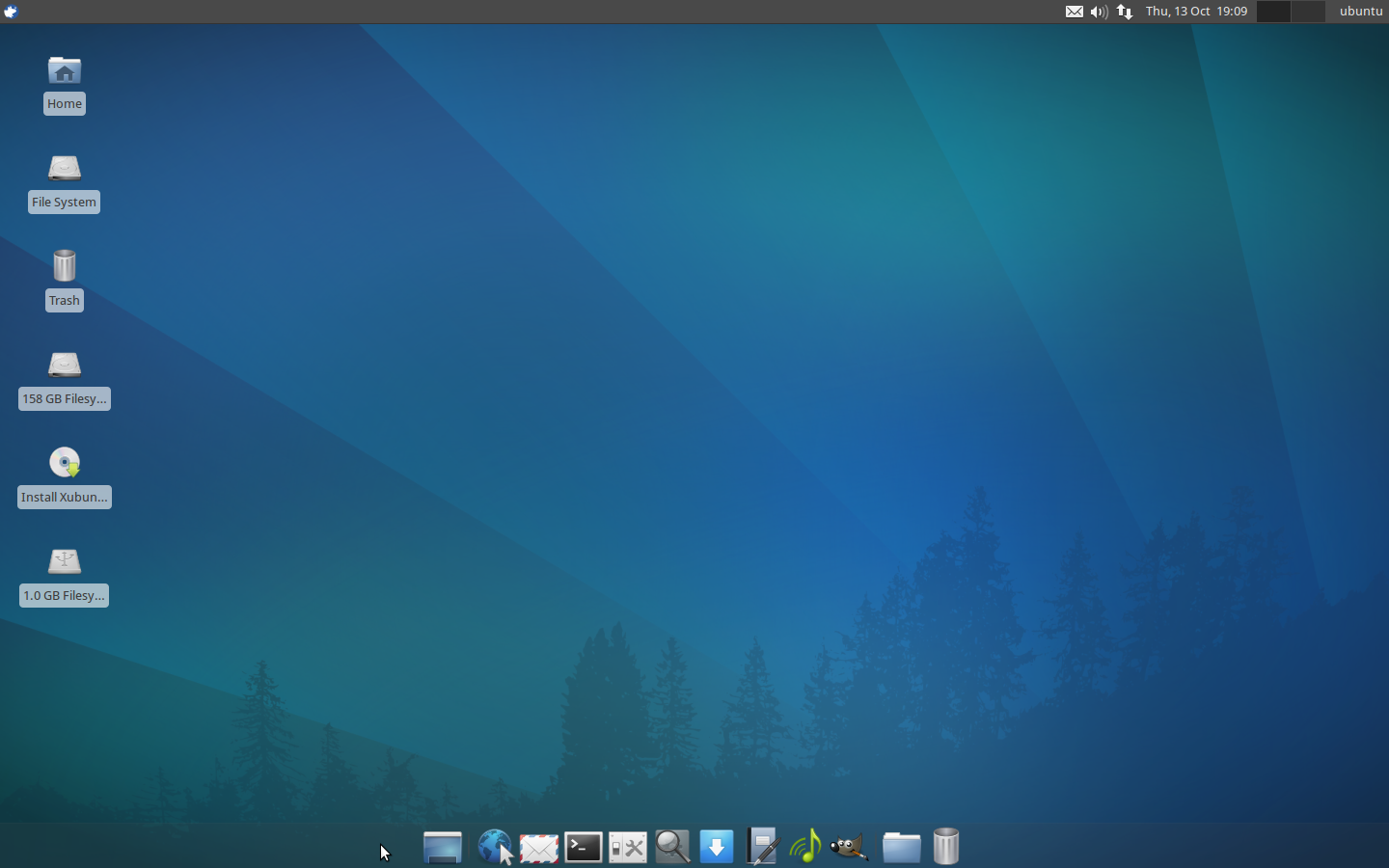
Xubuntu 11.10
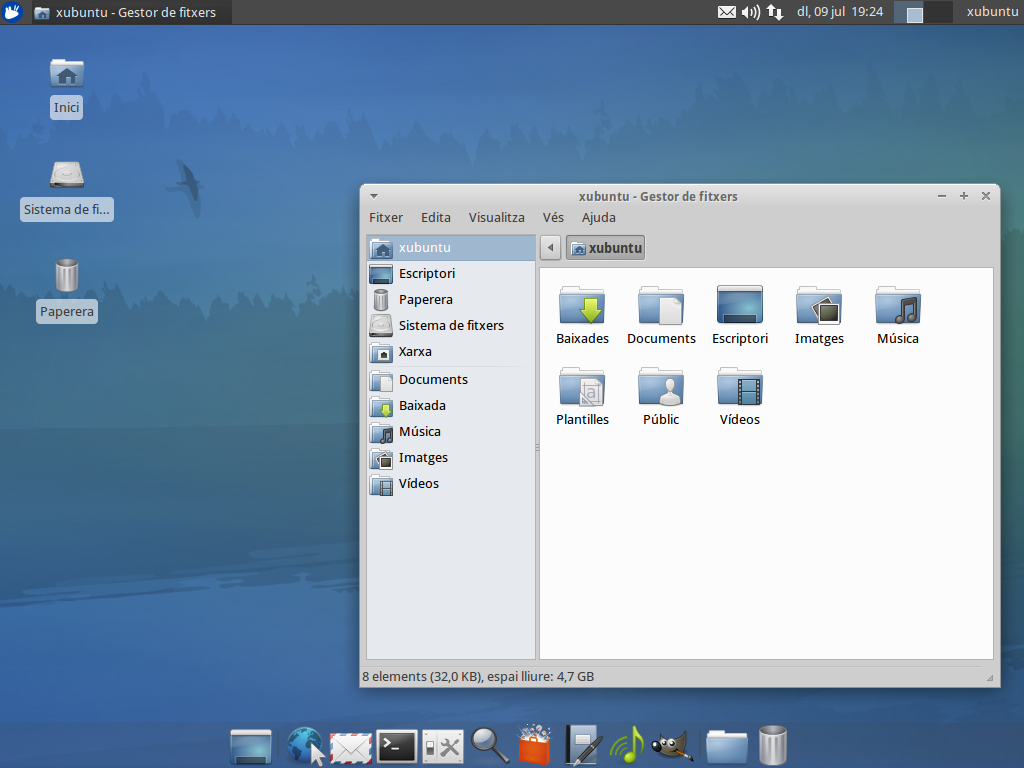
Xubuntu 12.04
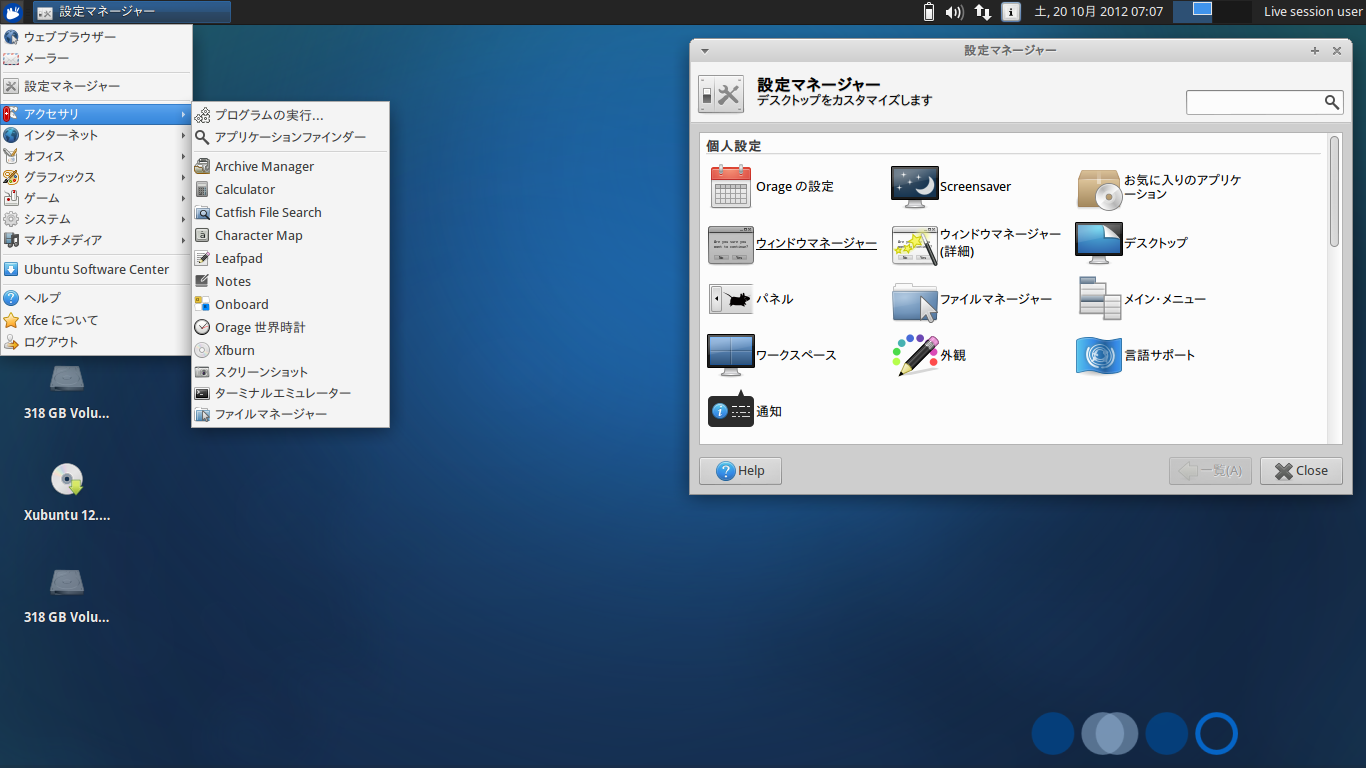
Xubuntu 12.10
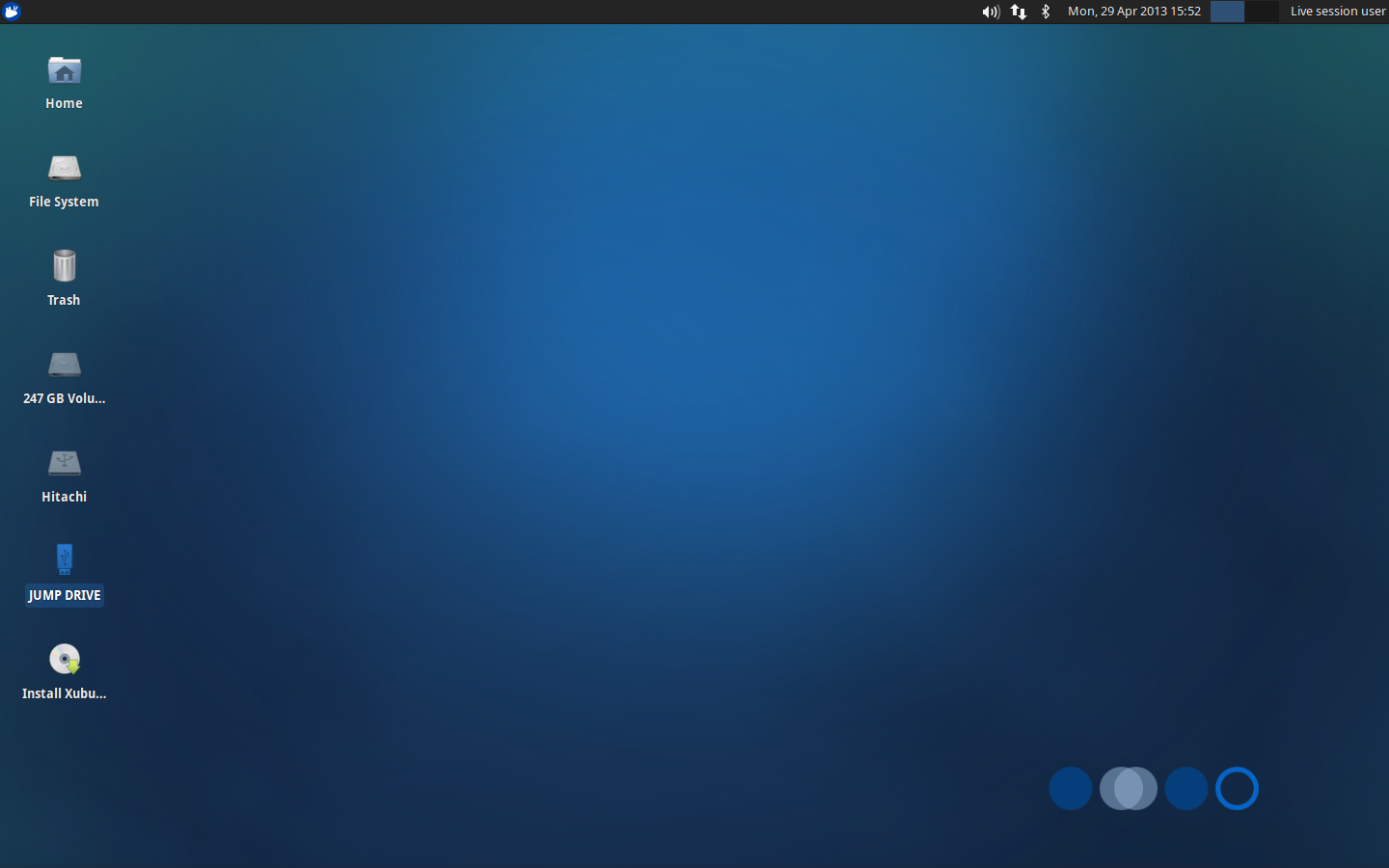
Xubuntu 13.04
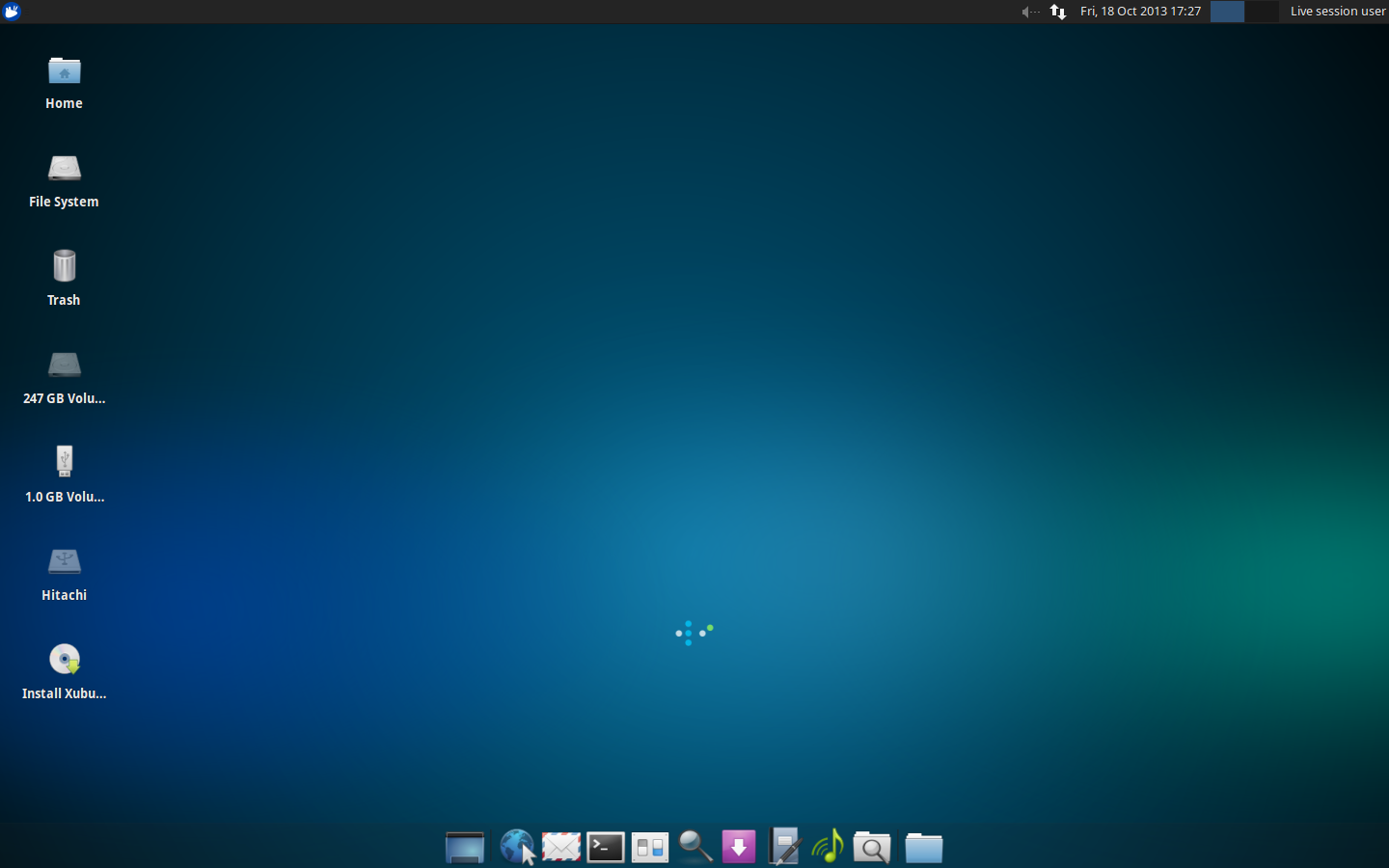
Xubuntu 13.10
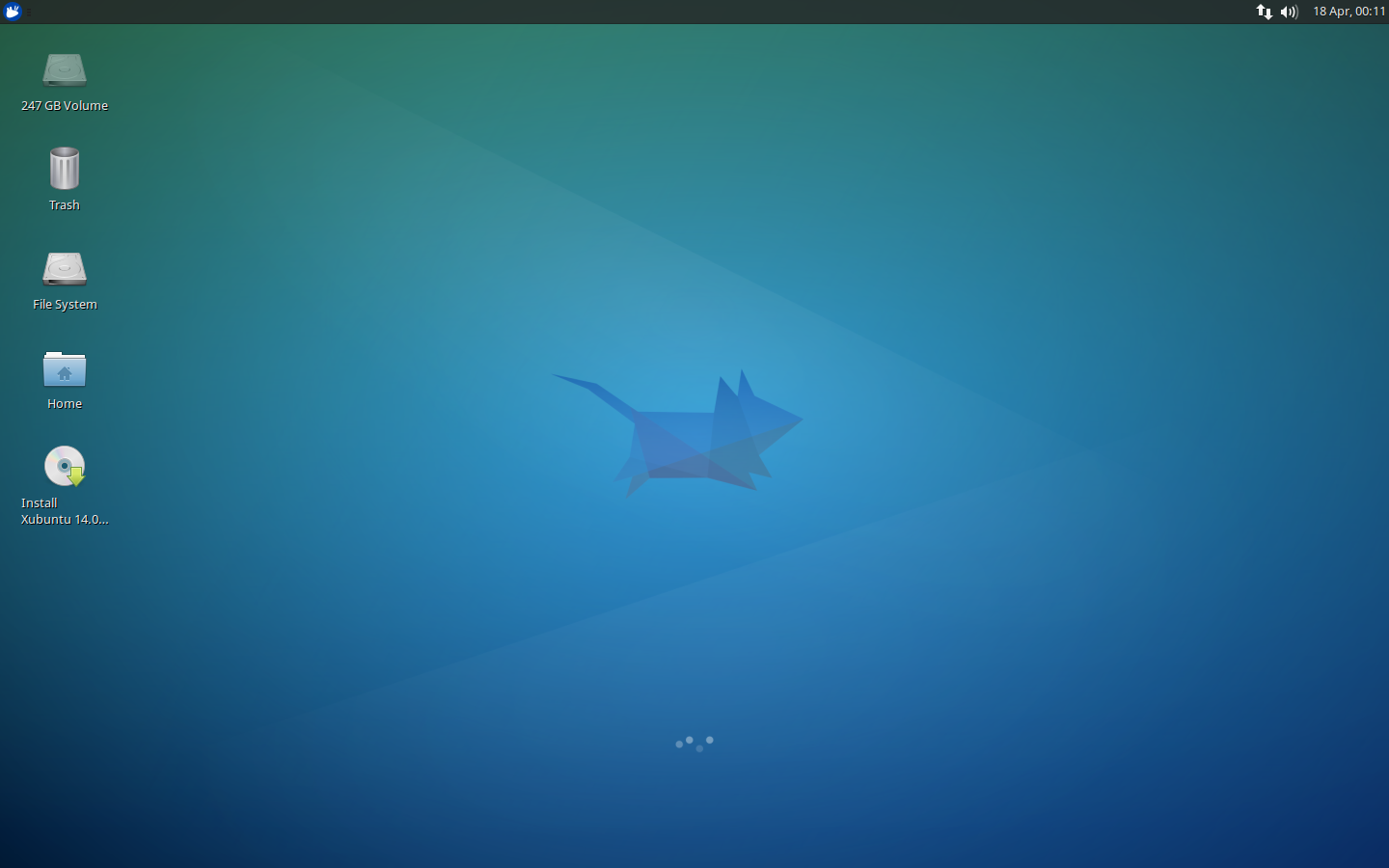
Xubuntu 14.04 LTS
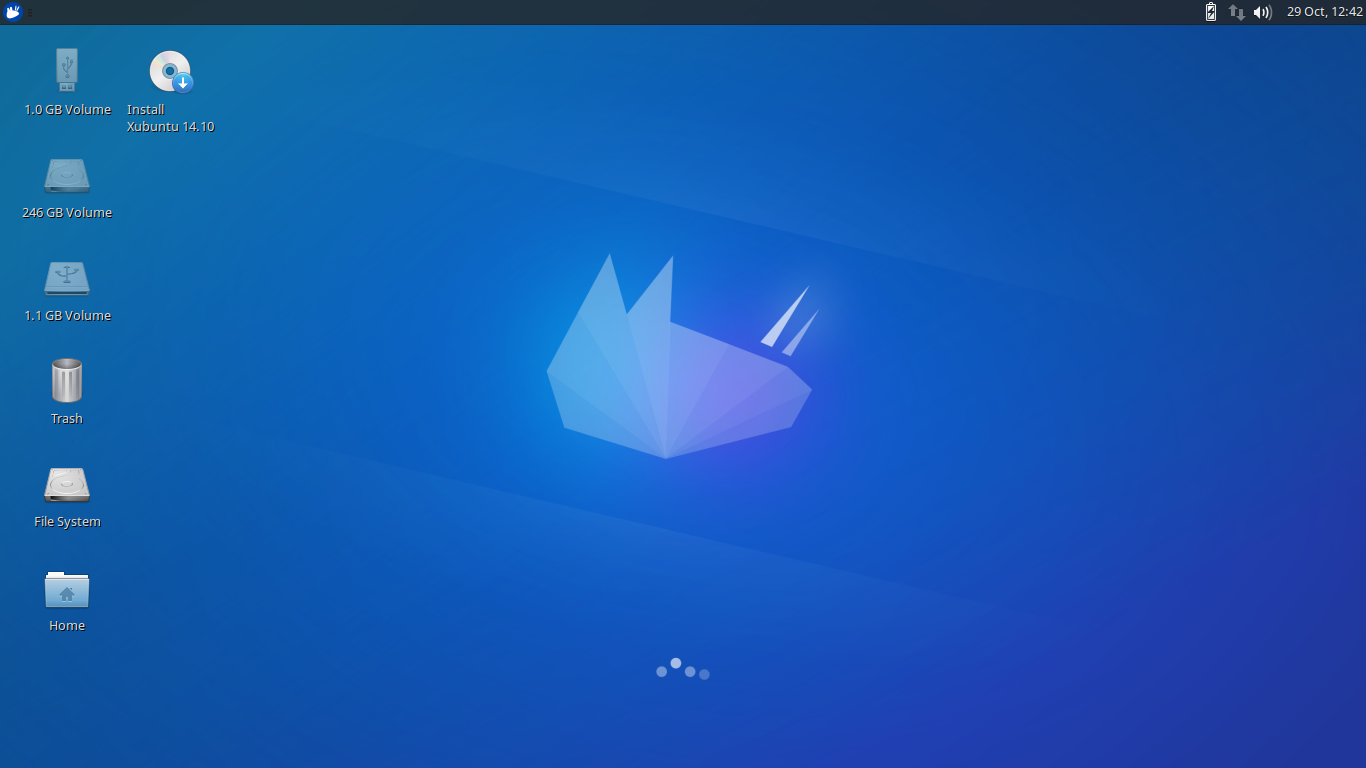
Xubuntu 14.10
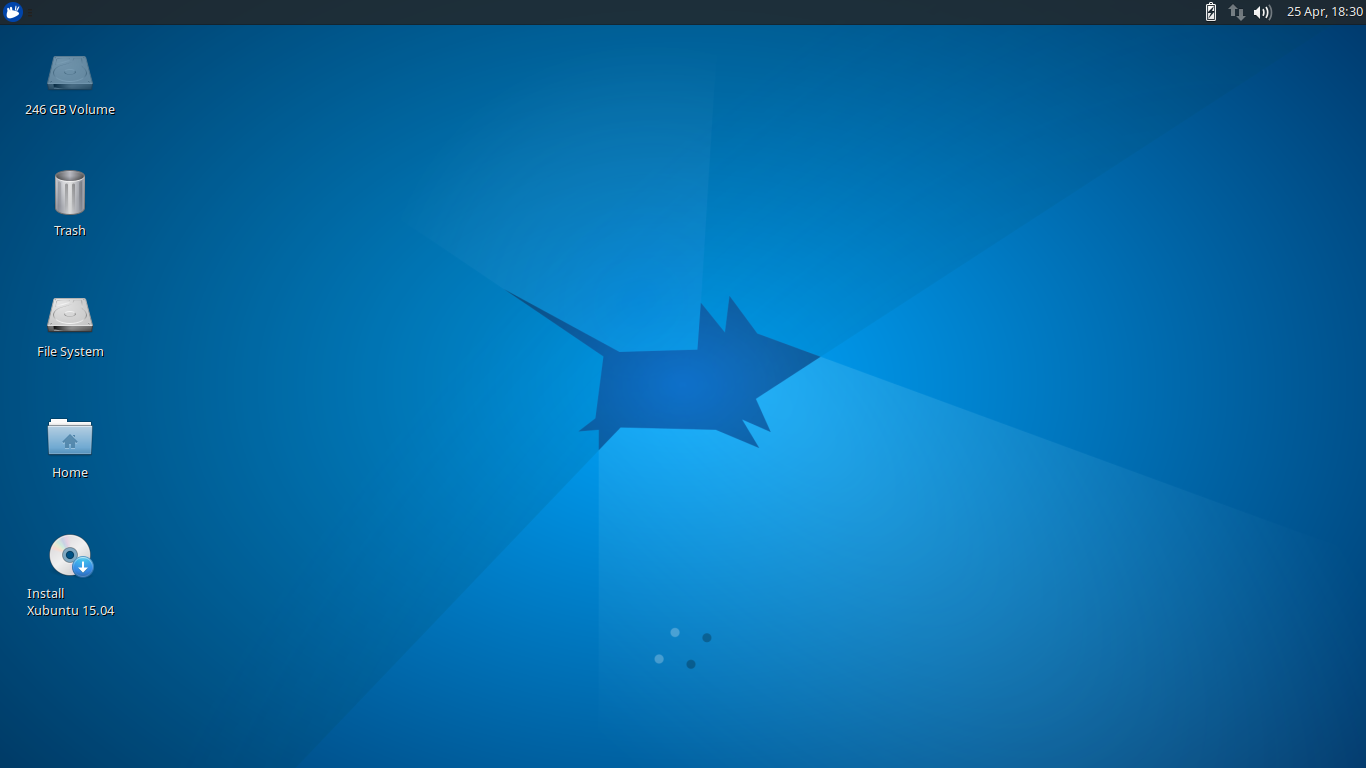
Xubuntu 15.04
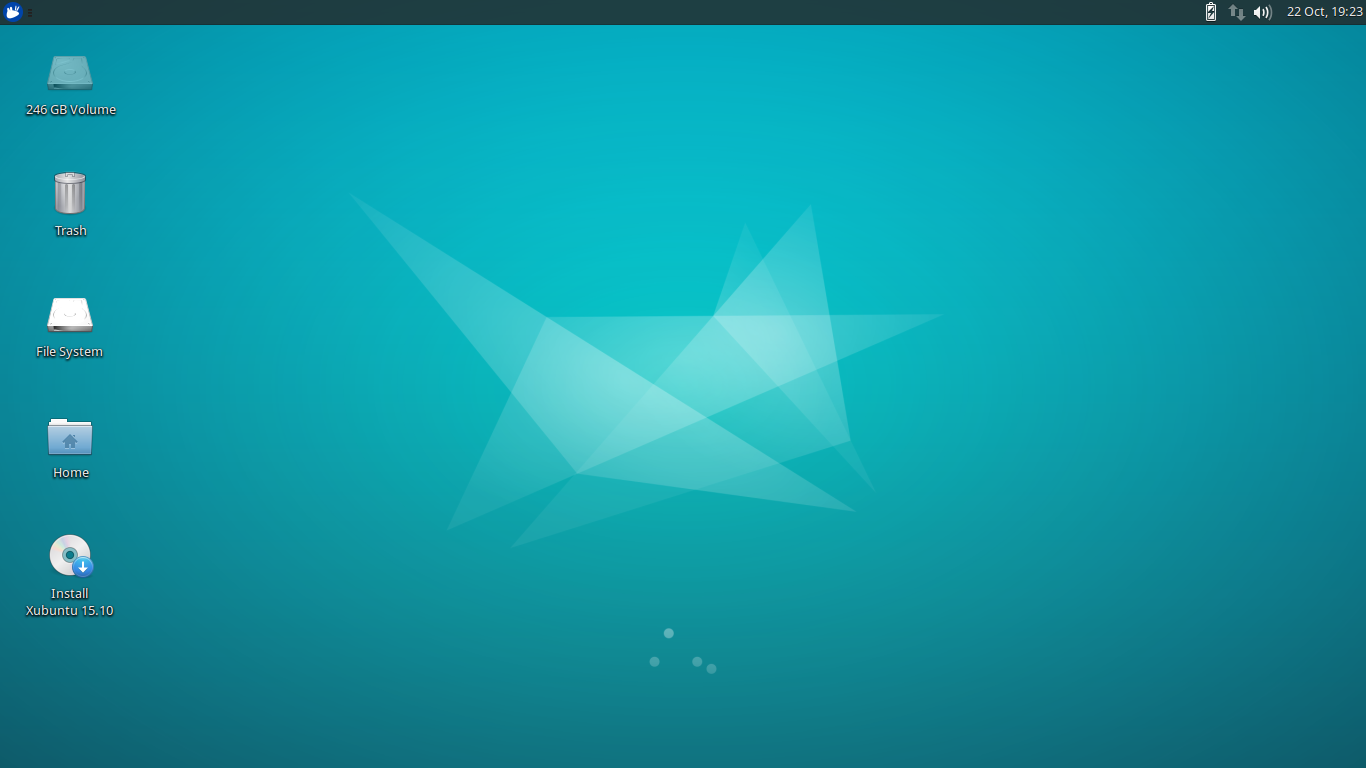
Xubuntu 15.10
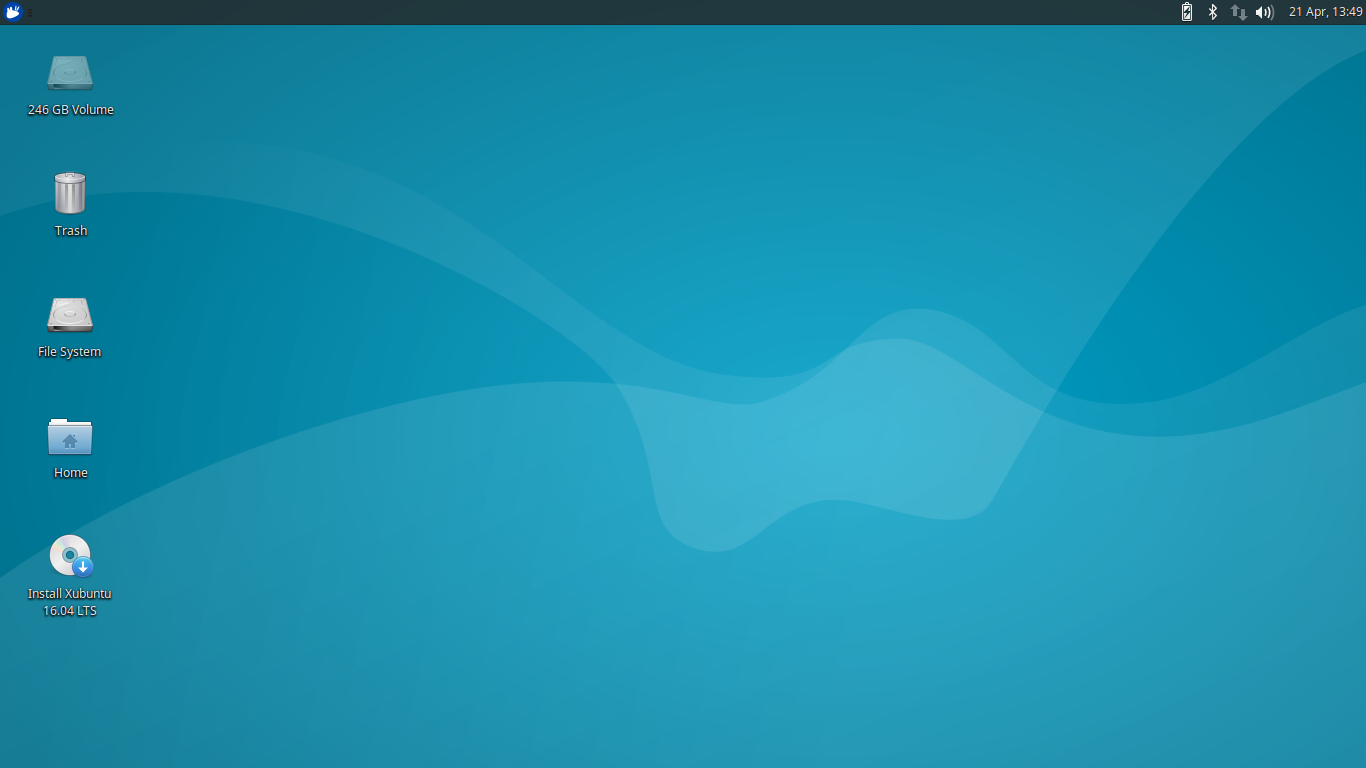
Xubuntu 16.04 LTS
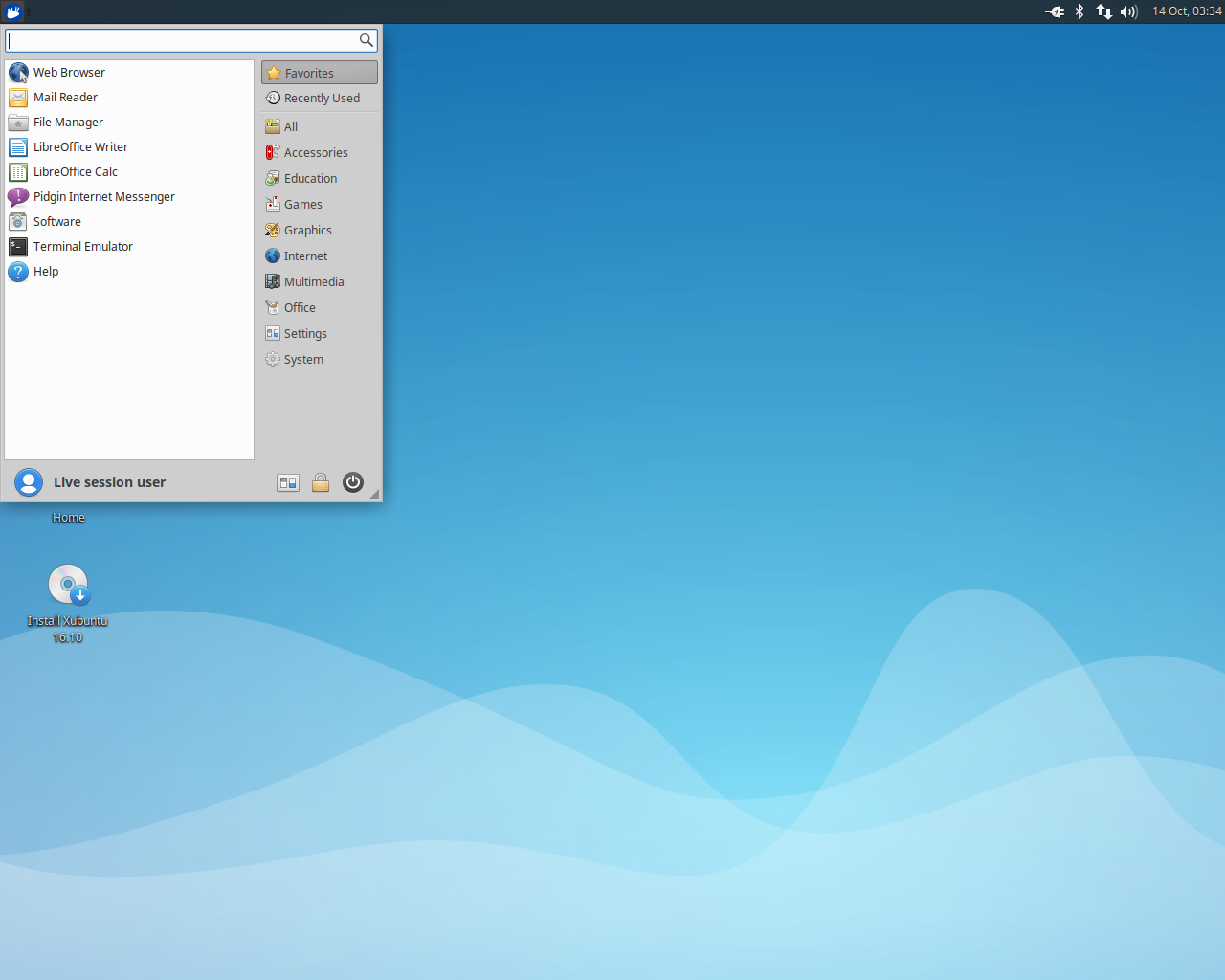
Xubuntu 16.10
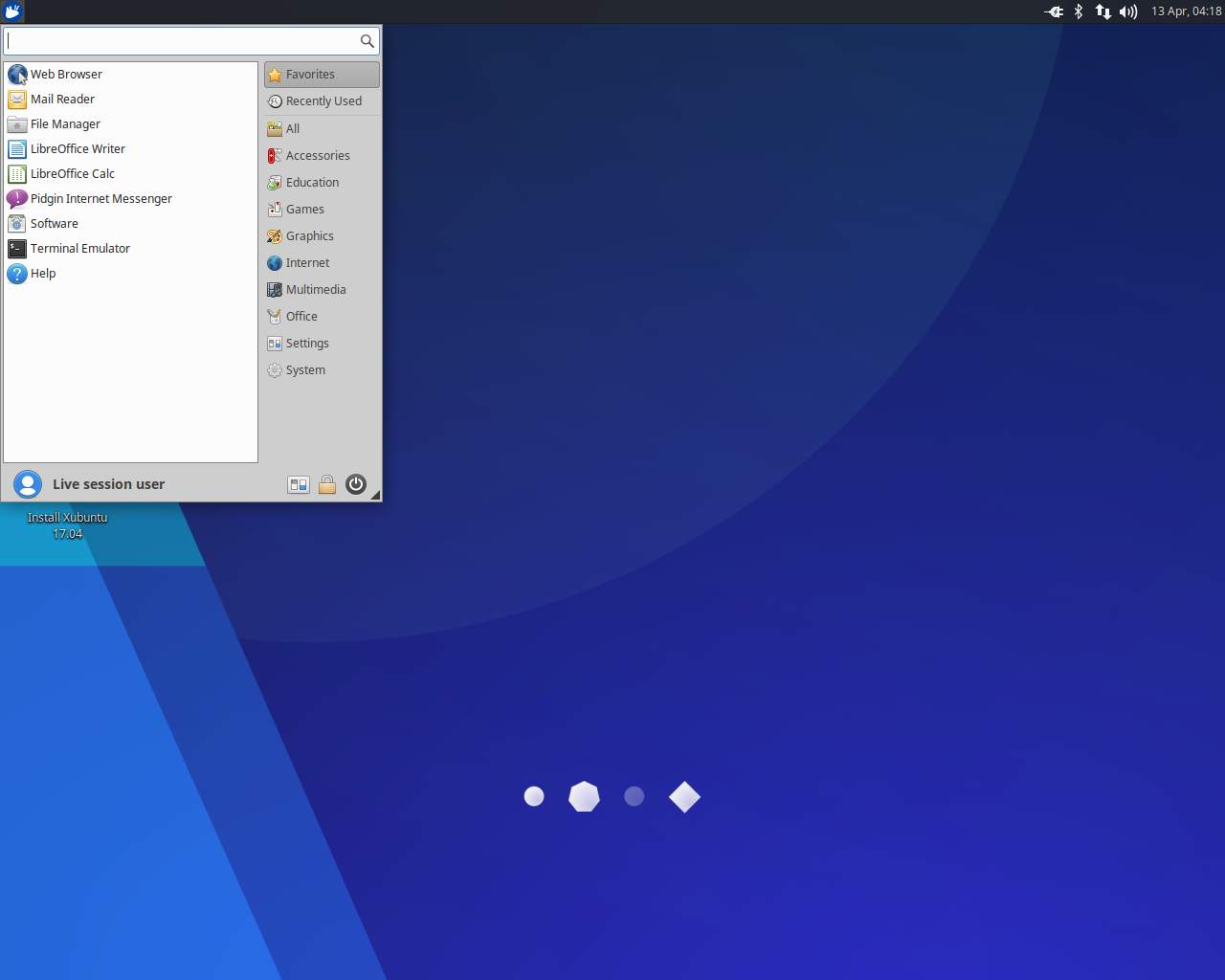
Xubuntu 17.04
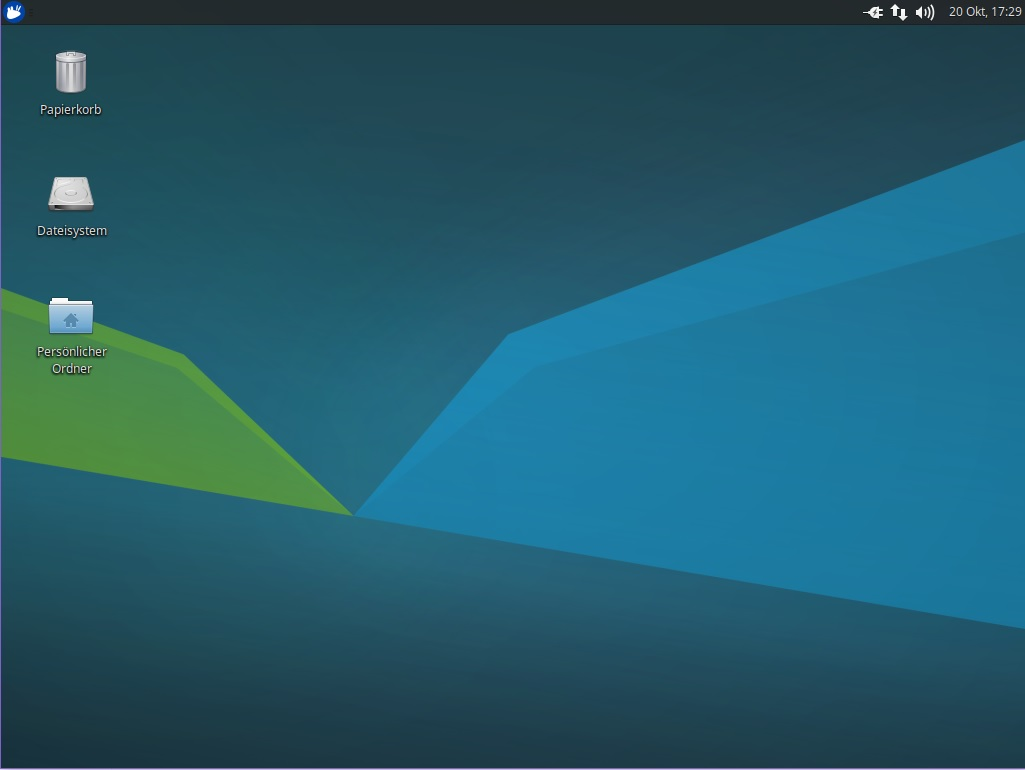
Xubuntu 17.10
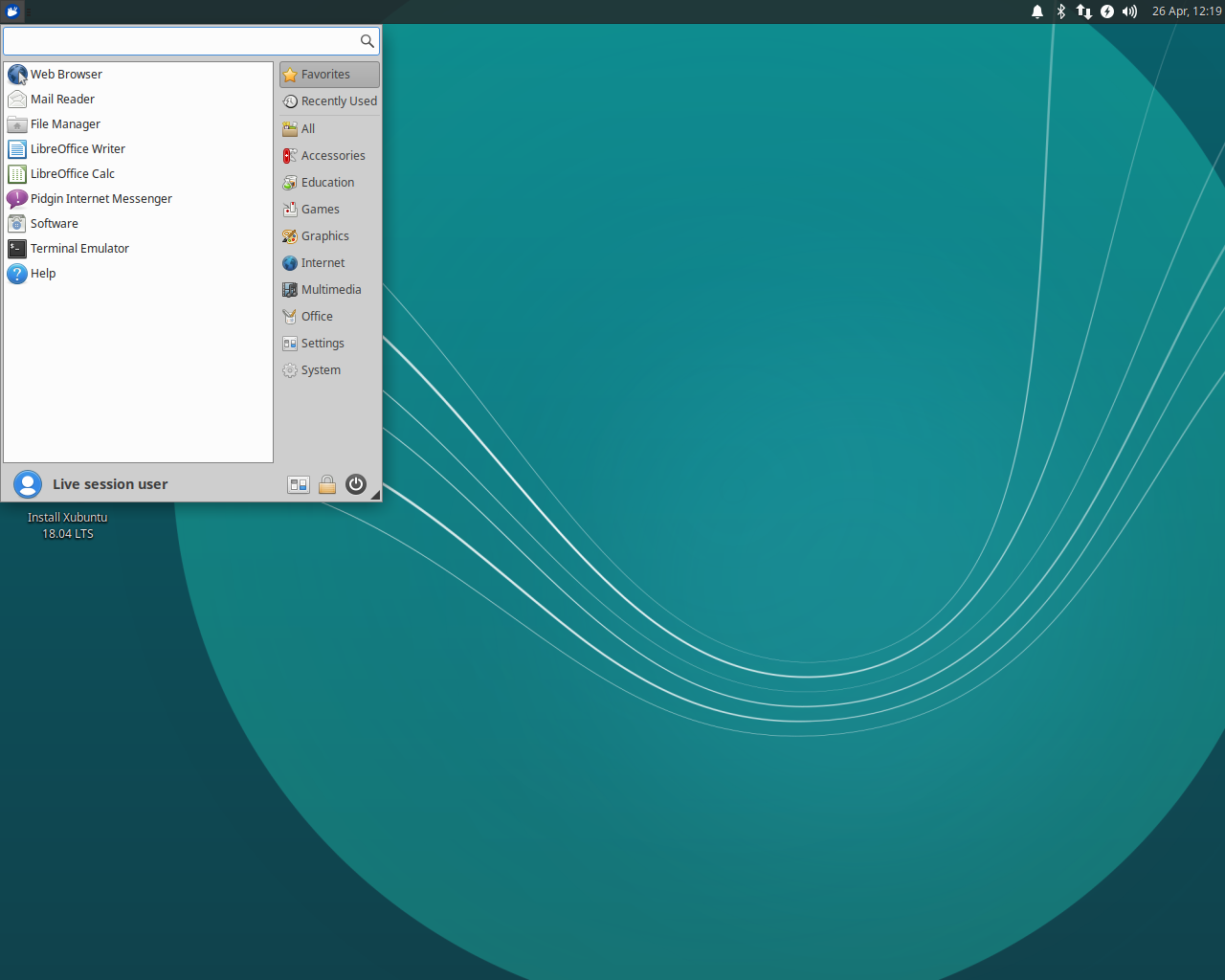
Xubuntu 18.04 LTS
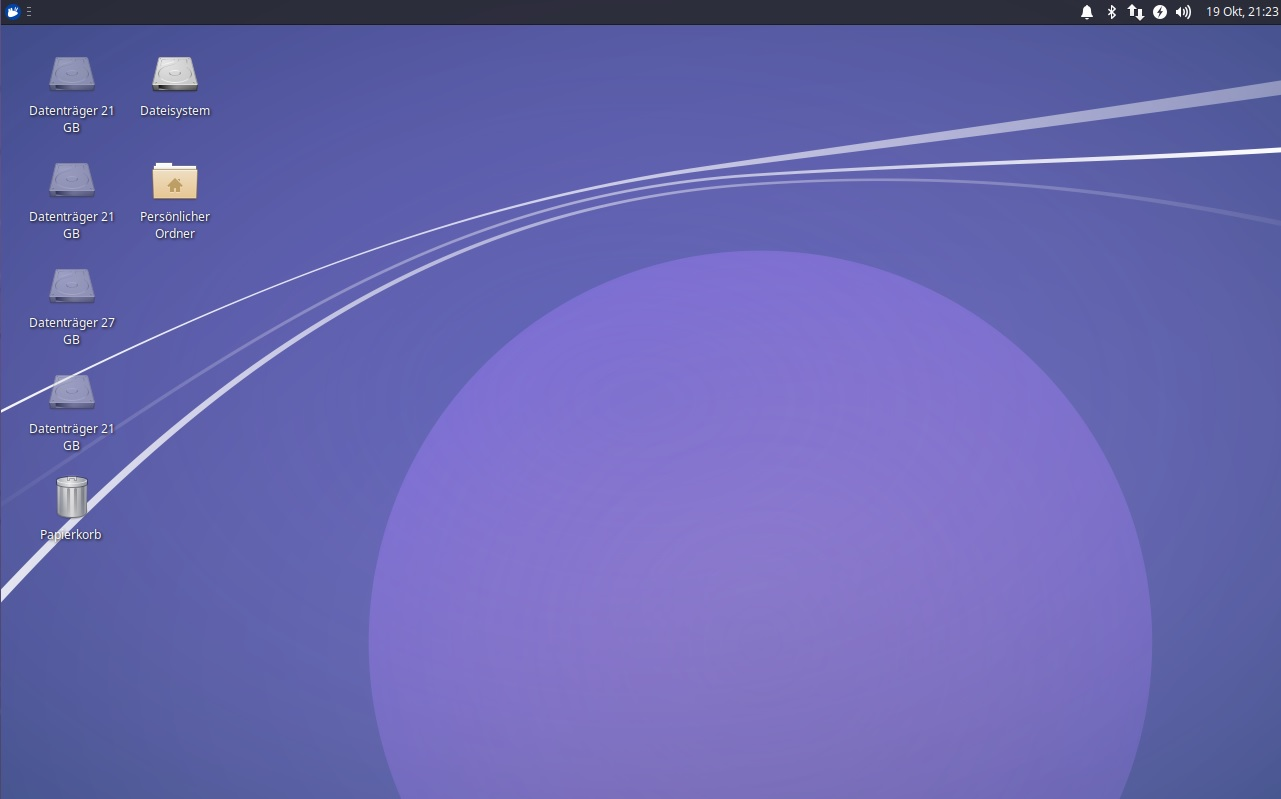
Xubuntu 18.10
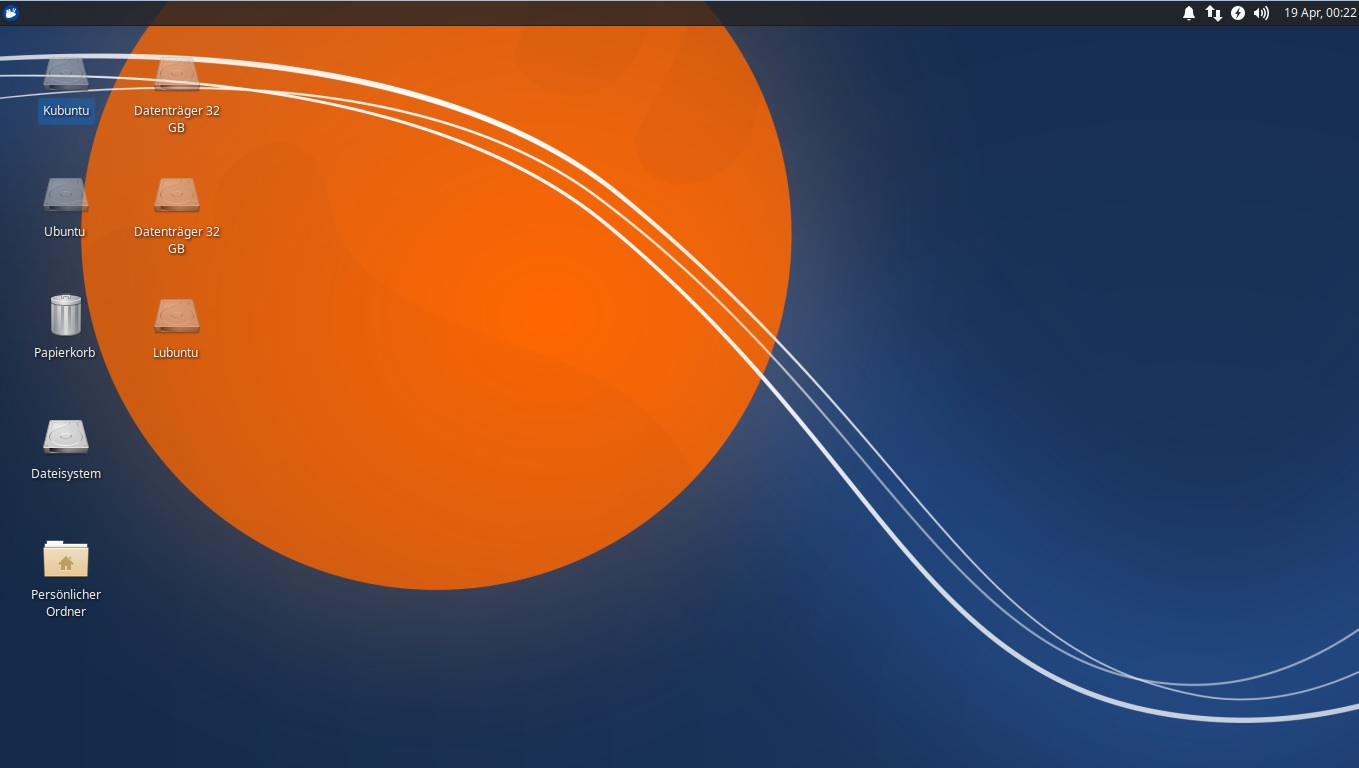
Xubuntu 19.04
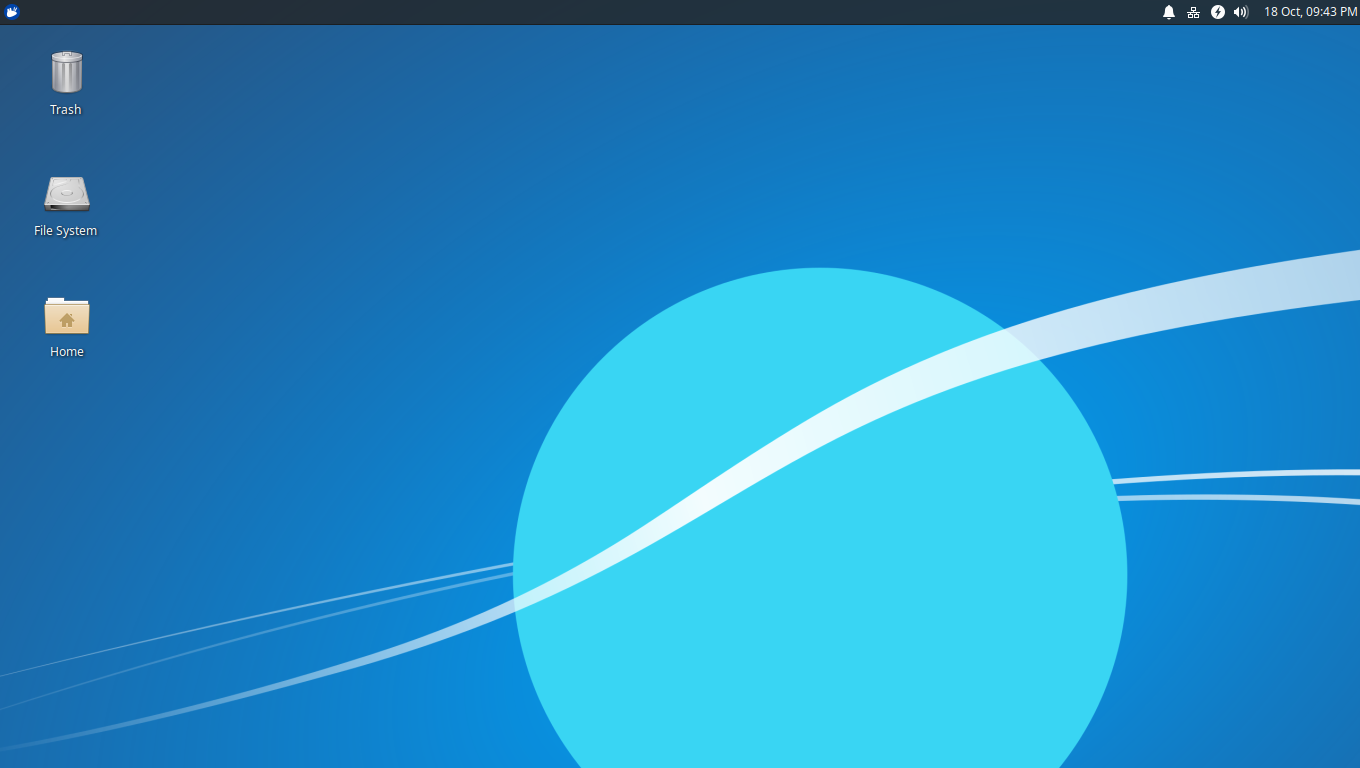
Xubuntu 19.10
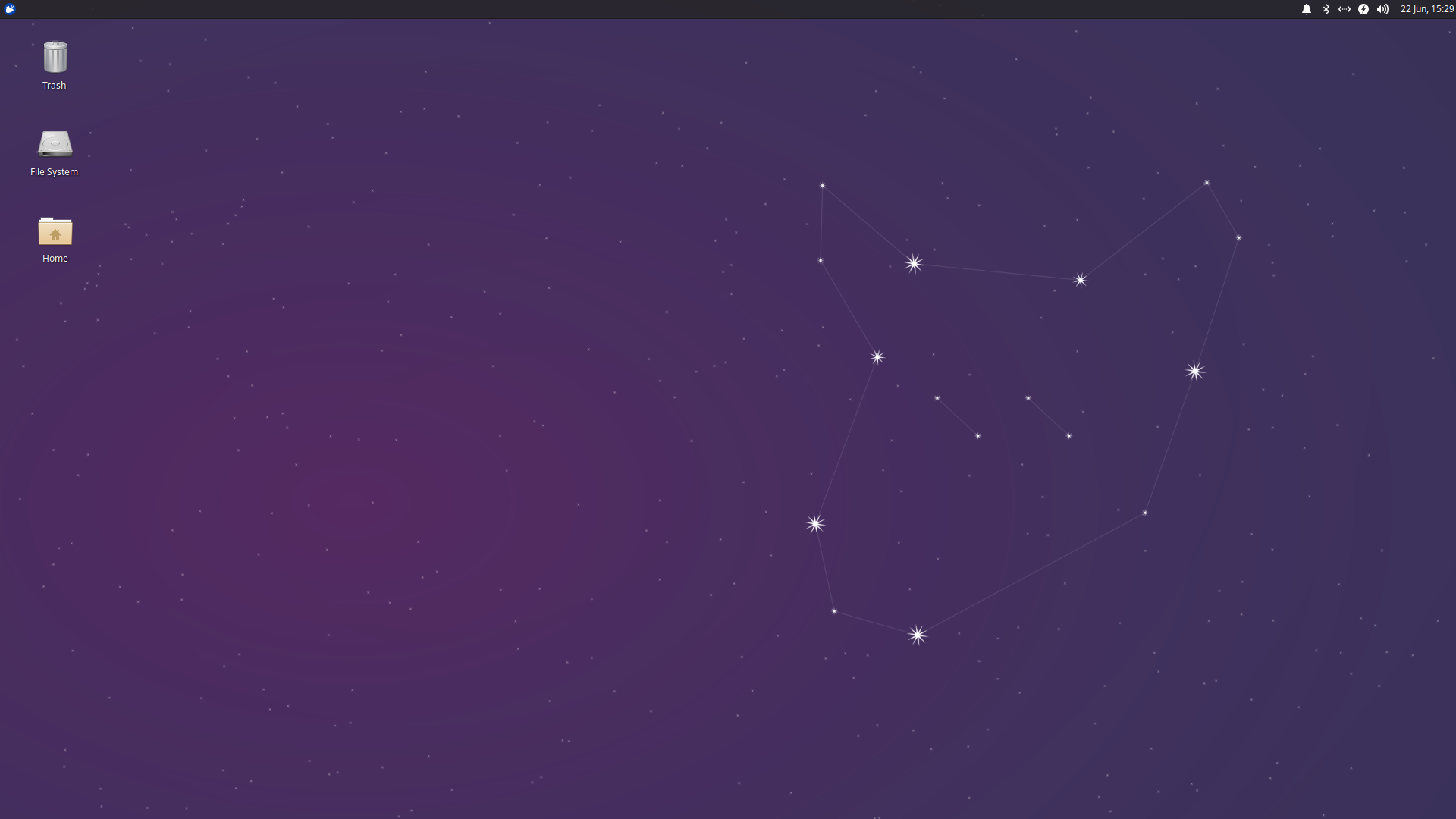
Xubuntu 20.04 LTS
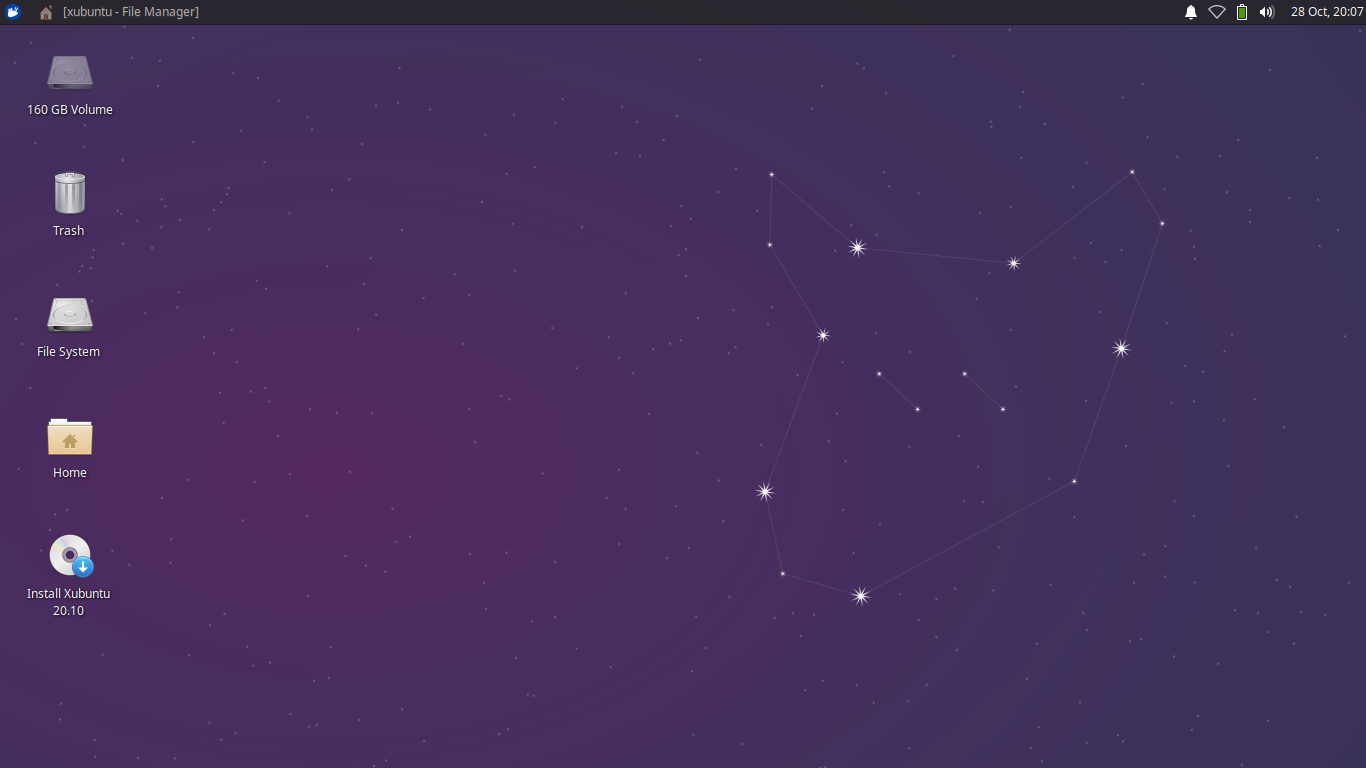
Xubuntu 20.10
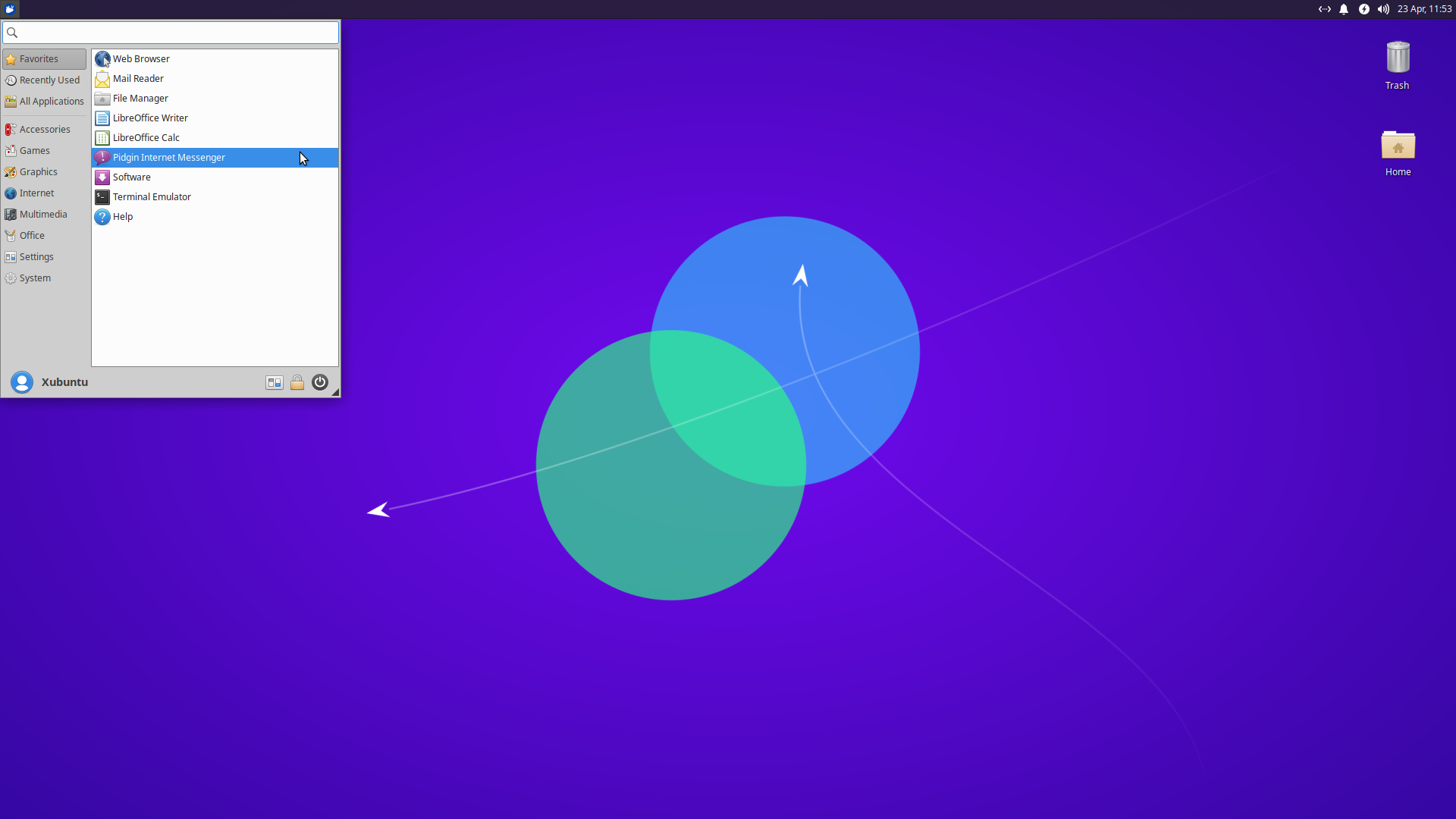
Xubuntu 21.04
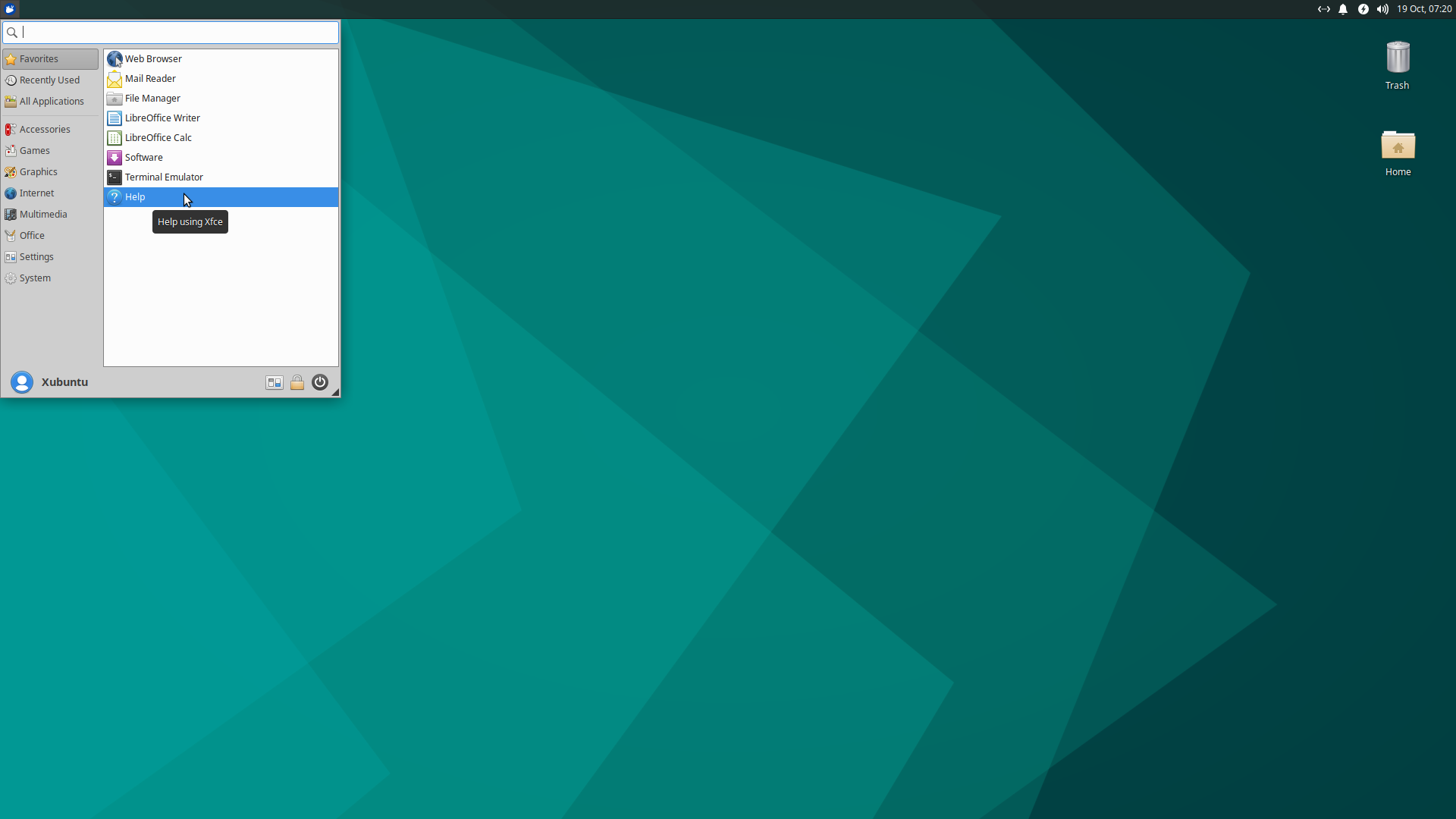
Xubuntu 21.10
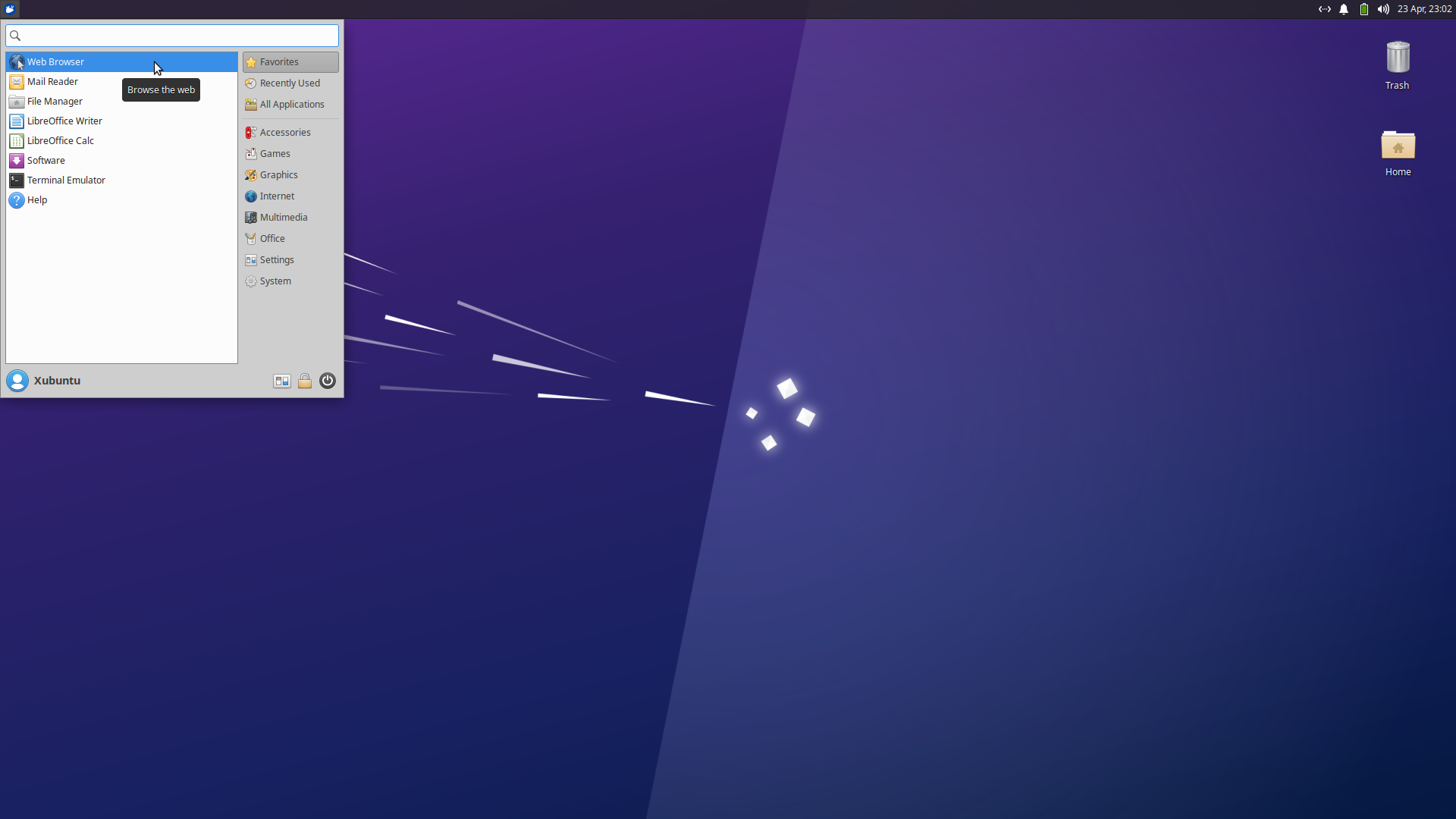
Xubuntu 22.04 LTS
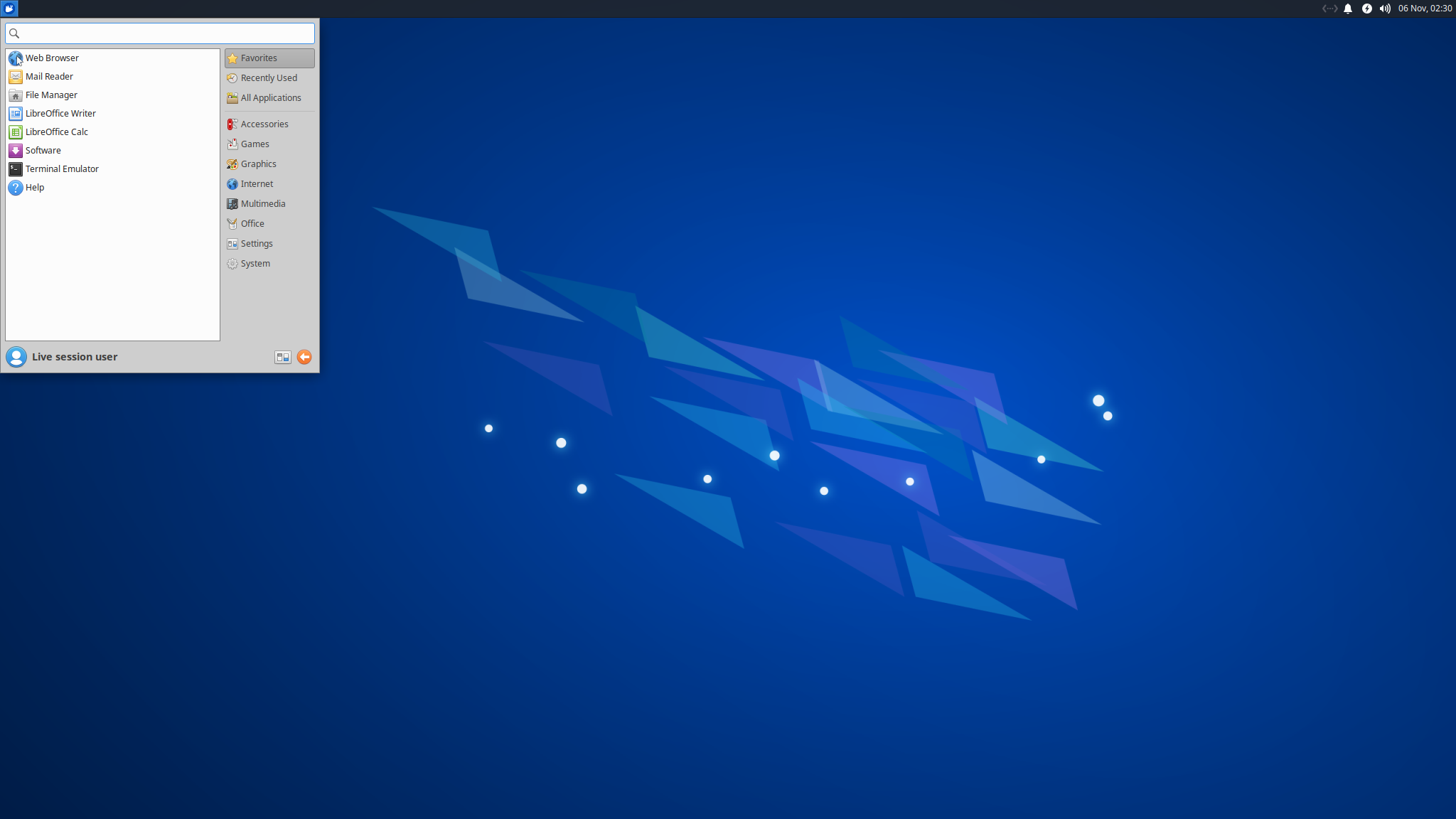
Xubuntu 22.10
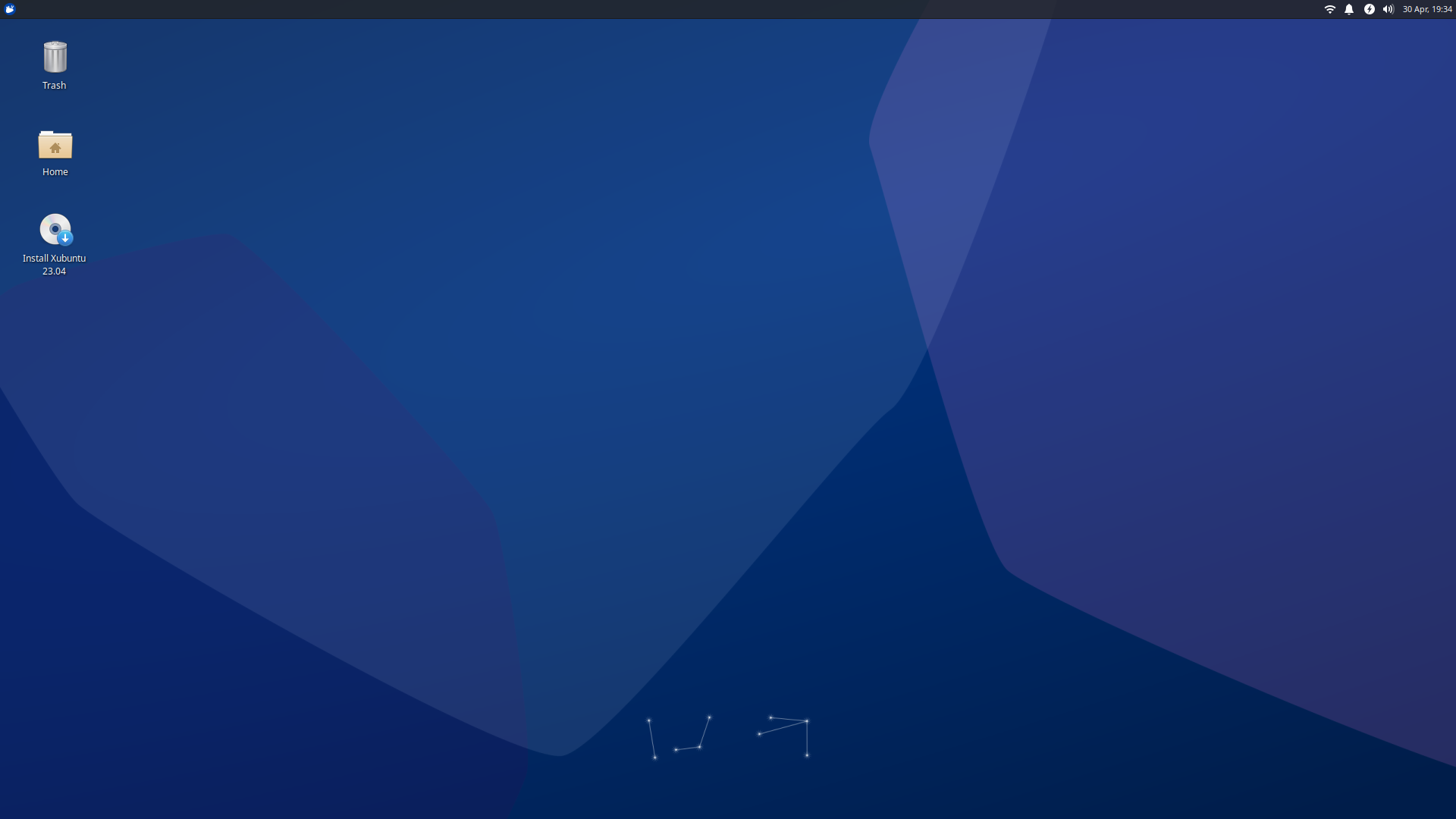
Xubuntu 23.04
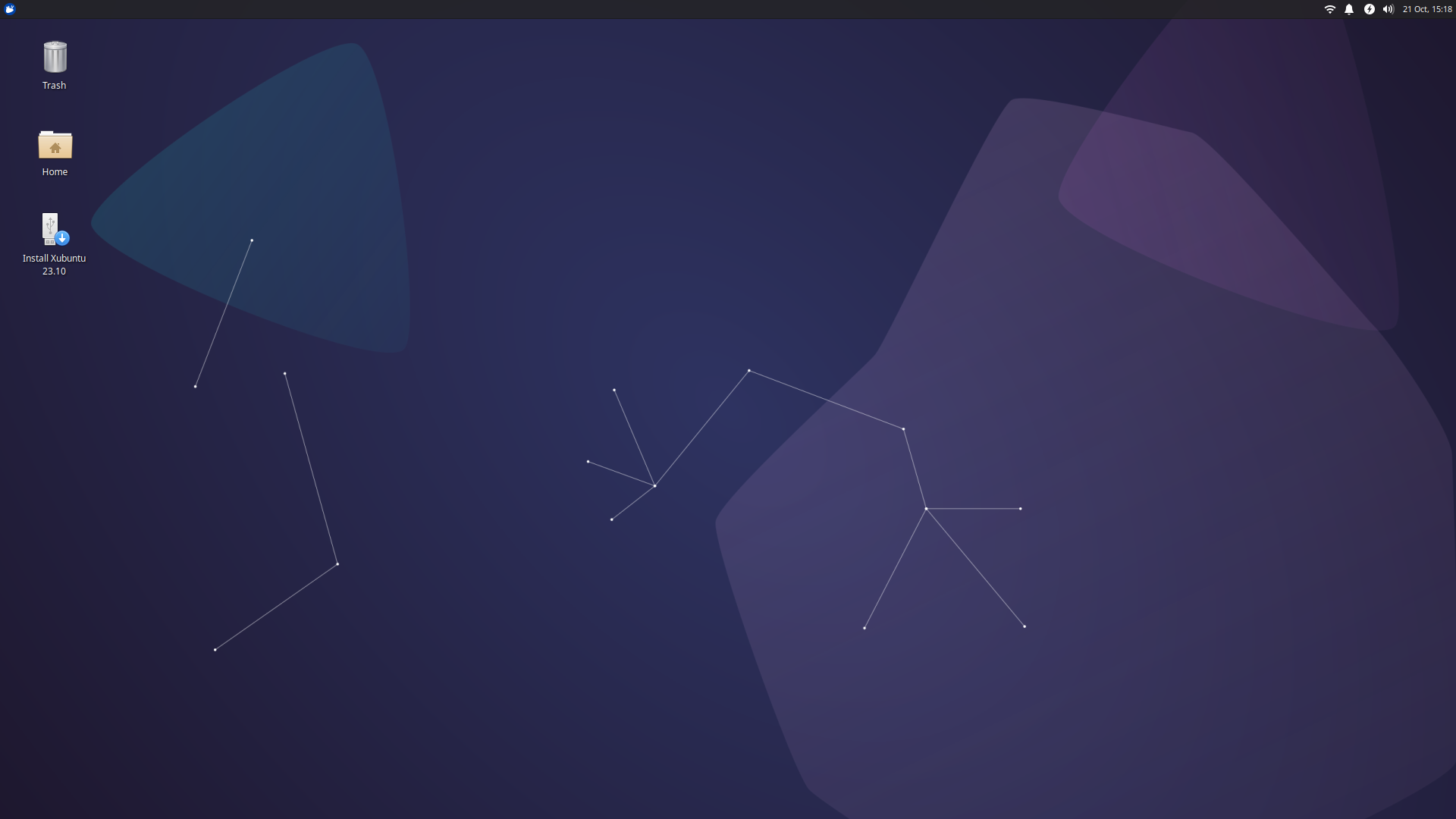
Xubuntu 23.10
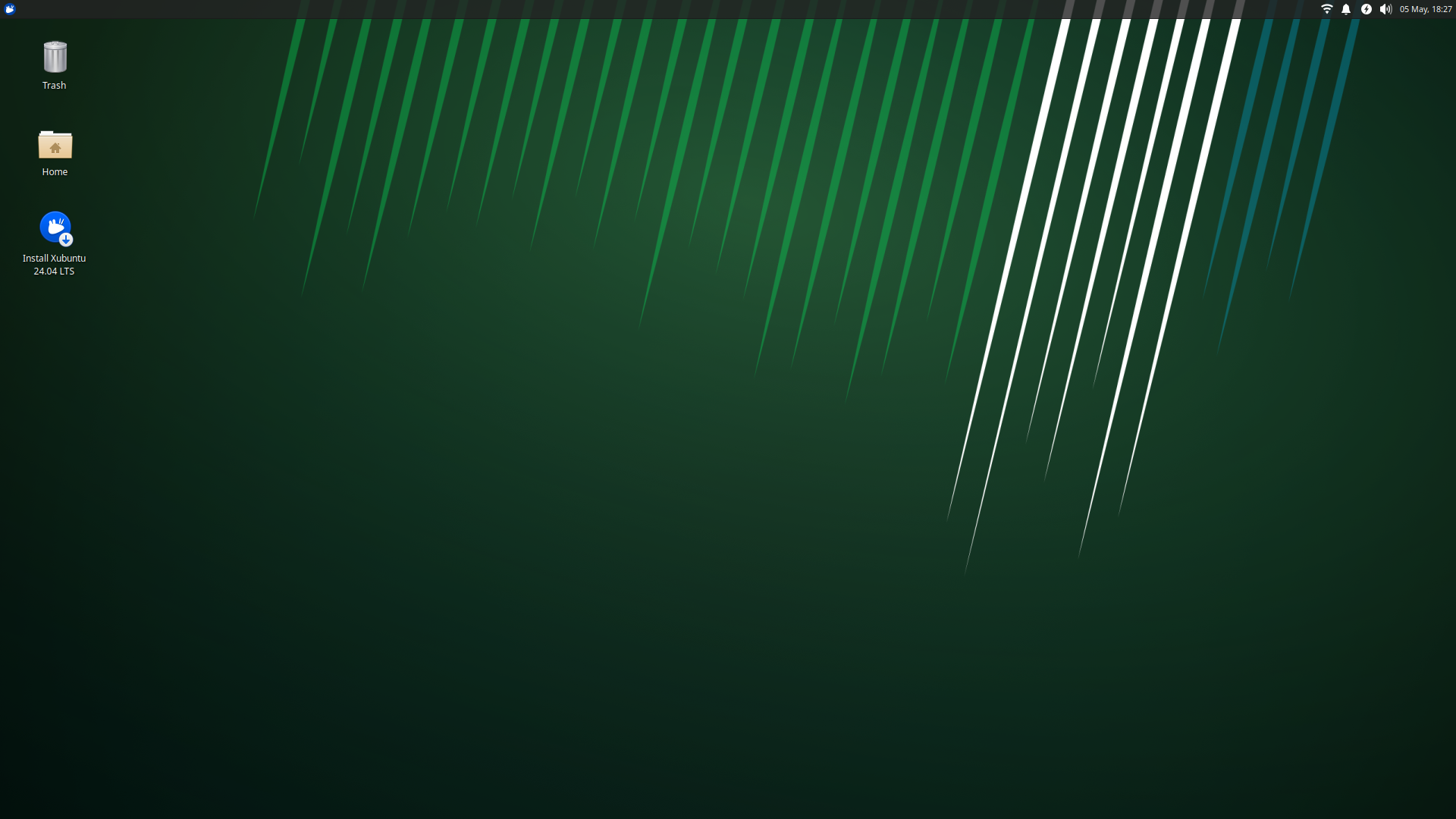
Xubuntu 24.04 LTS
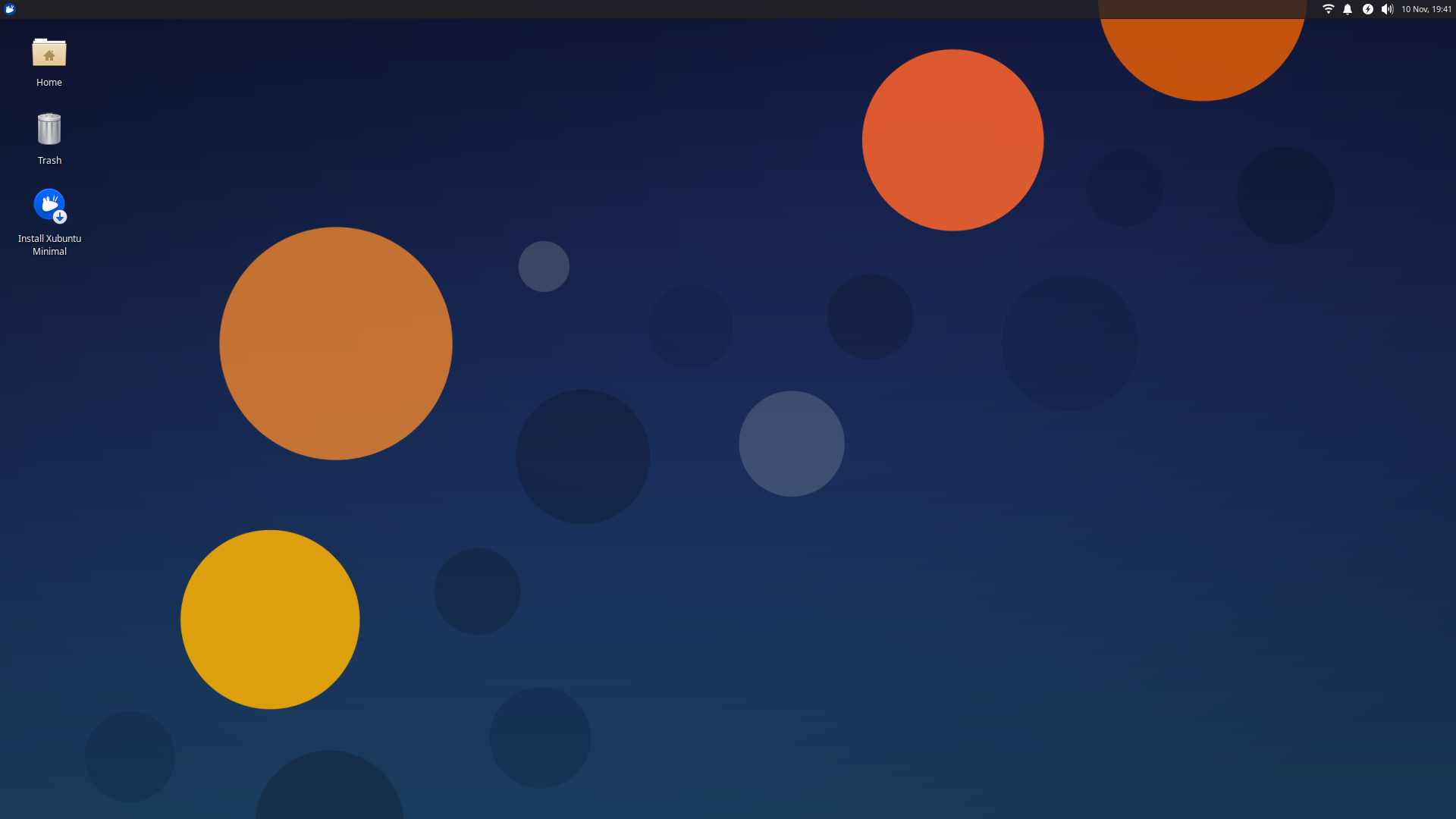
Xubuntu 24.10